# Анзерський
А́нзерський (рос. Анзерский) — другий за величиною острів в складі Соловецького архіпелагу площею 47 км², найвища точка острова і всього архіпелагу — гора Вербокольська (висота 86 м). Назва острова перекладається з вепського як «дуже витягнений острів». Від інших островів архіпелагу Анзерський відокремлений протокою Анзерська Салма, а від Онезького півострова протокою Східна Соловецька Салма.

## Історія

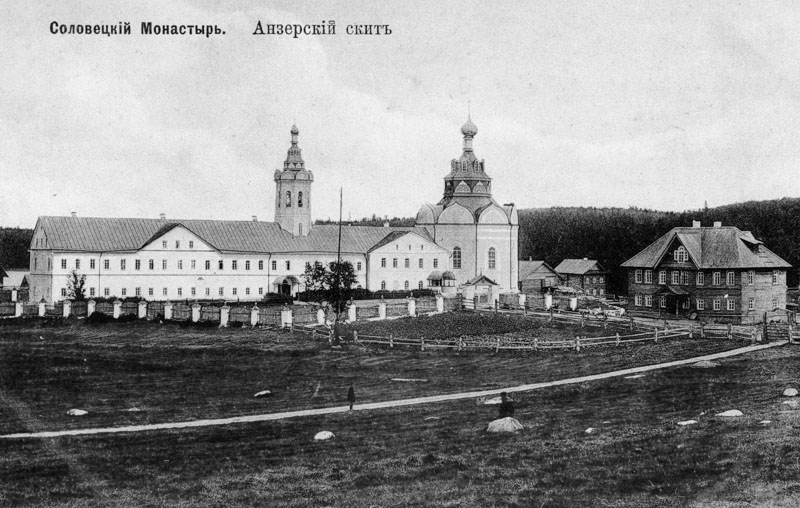
Анзерський скит (1917)

На острові було засновано перші скити Соловецького монастиря. В XVII столітті преподобний Елеазар Анзерський за благословінням соловецького ігумена Іринарха заснував тут Свято-Троїцький скит, а у XVIII столітті преподобний Іов Розп'ятський організував Голгофо-Розп'ятський скит на горі Голгофа (висота 64 м).
В період Соловецького ГУЛАГу анзерські скити розділили долю інших закладів монастиря — на острові було організовано особливий відділ табору № 6. Після ліквідації табору діяльність Голгофо-Розп'ятського скиту була відновлена.

## Географія

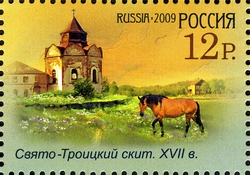
Свято-Троїцький скит на марці

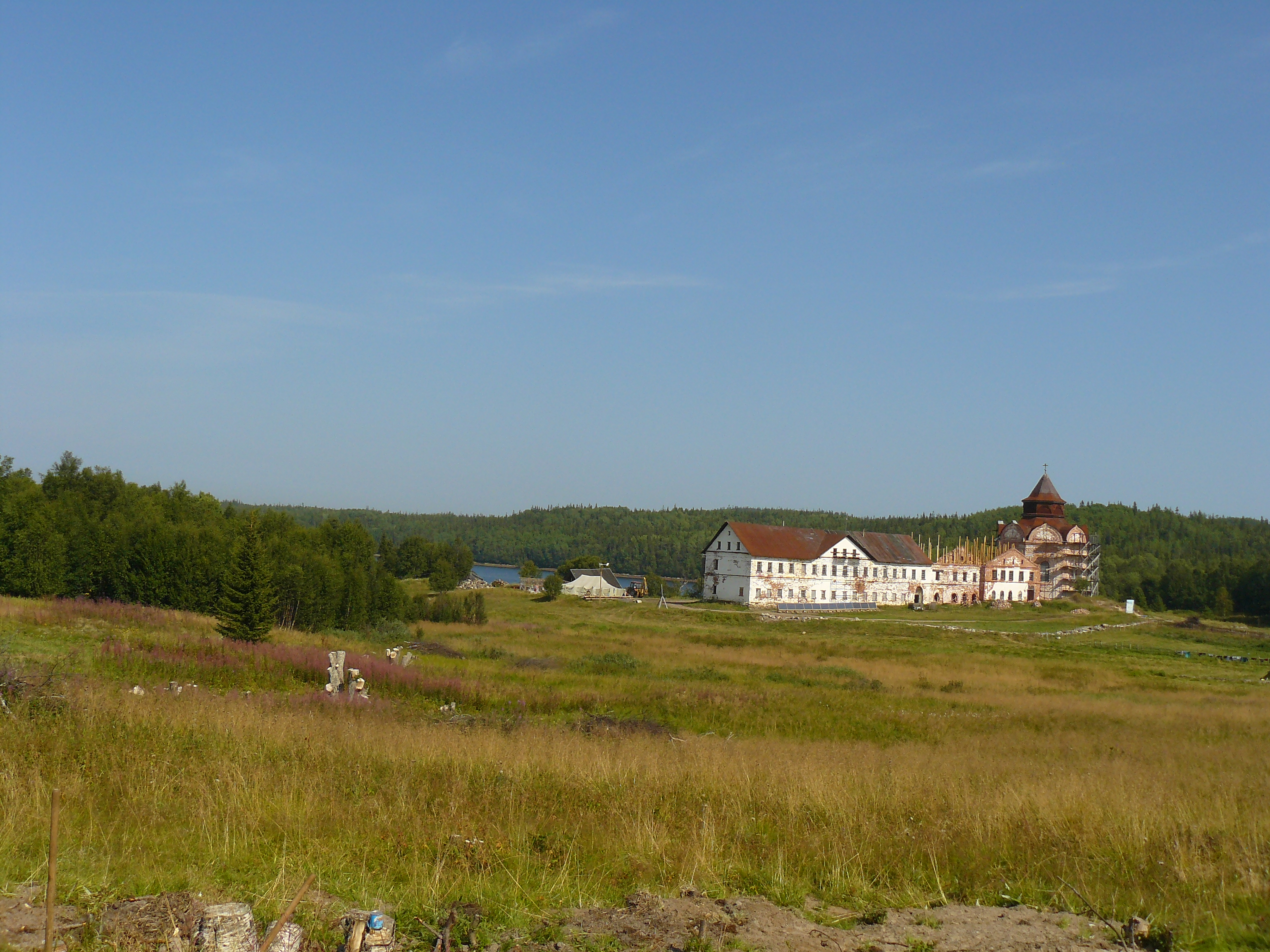
Скит у серпні 2013 року

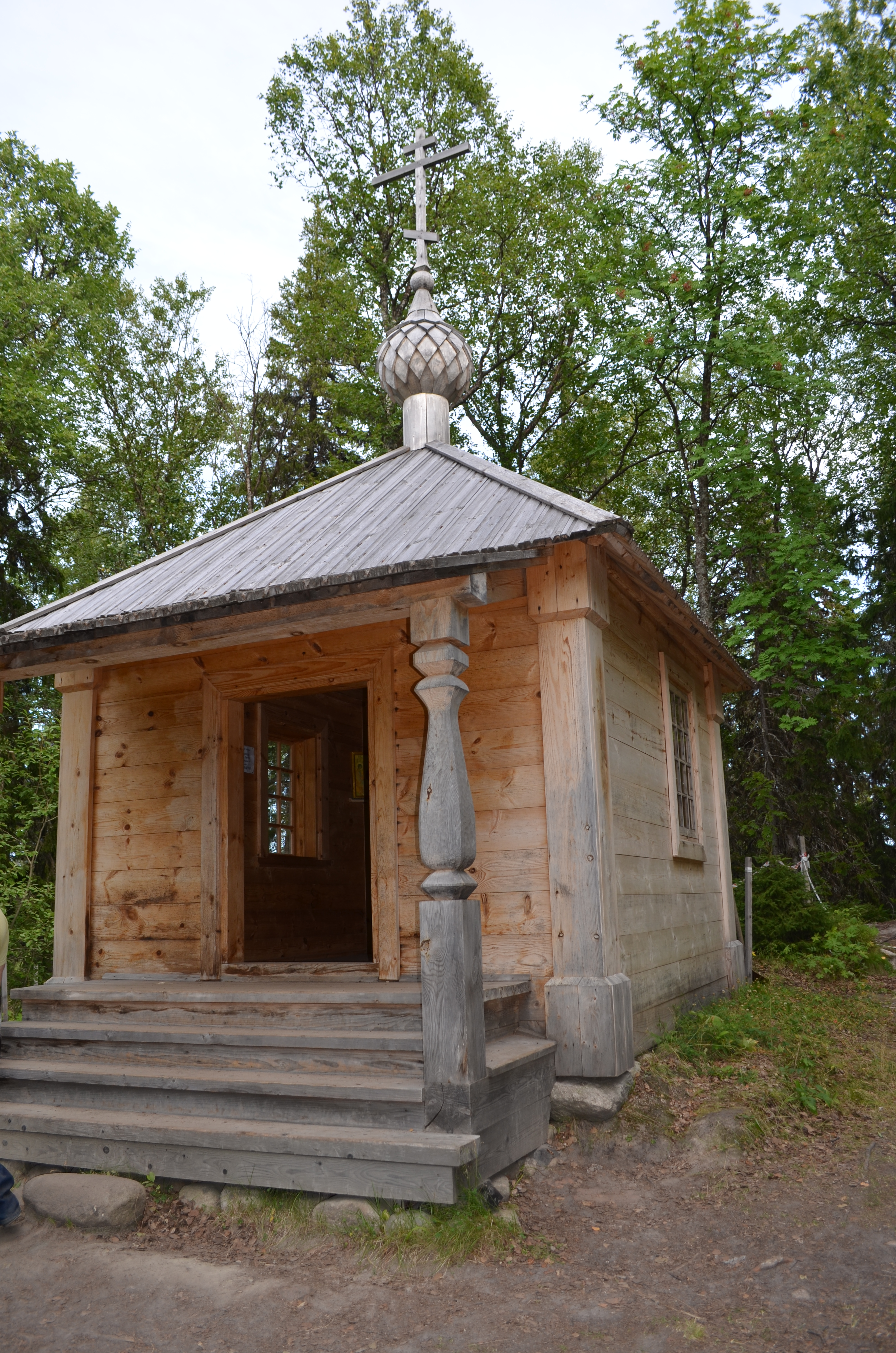
Єлиазарова пустош

Острів витягнутий із заходу на схід, західна частина має більшу ширину, аніж східна. Довжина острова 16 км, ширина на заході понад 5 км, на сході не перевищує 1,5 км. На північному заході виділяється вузький та довгий півострів, який закінчується мисом Троїцьким, він утворює вузьку Троїцьку губу; при вході до неї східною точкою є мис Вербокольський. Крайня південно-західна точка — мис Кеньга, крайня східна — мис Колгуєв, крайня південна — мис Капельський, який стоїть при вході до Капельської губи. На захід від Капельського мису знаходиться мис Плотище. В центральній частині північного берега в море вдається мис Кириллова. Південне узбережжя облямоване піщаними мілинами та кекурами, ще далі від берега знаходяться численні банки та стаміки — Перший та Другий Троїцький стамік та Анзерська банка на півночі, банки Колгуєвська Зовнішня та Колгуєвські Внутрішні на сході, Капельський стамік на південному сході.
Береги піщано-кам'янисті. Острів вкритий мішаними лісами з переважанням сосни, велика кількість озер, найбільшими з яких є Велике Єлізарове, Капорське, Кирилловське та Голгофське. У вершині Троїцької бухти розташований хутір Троїцький, єдине поселення на острові. На сході острова встановлено Анзерський маяк.

## Фотогалерея

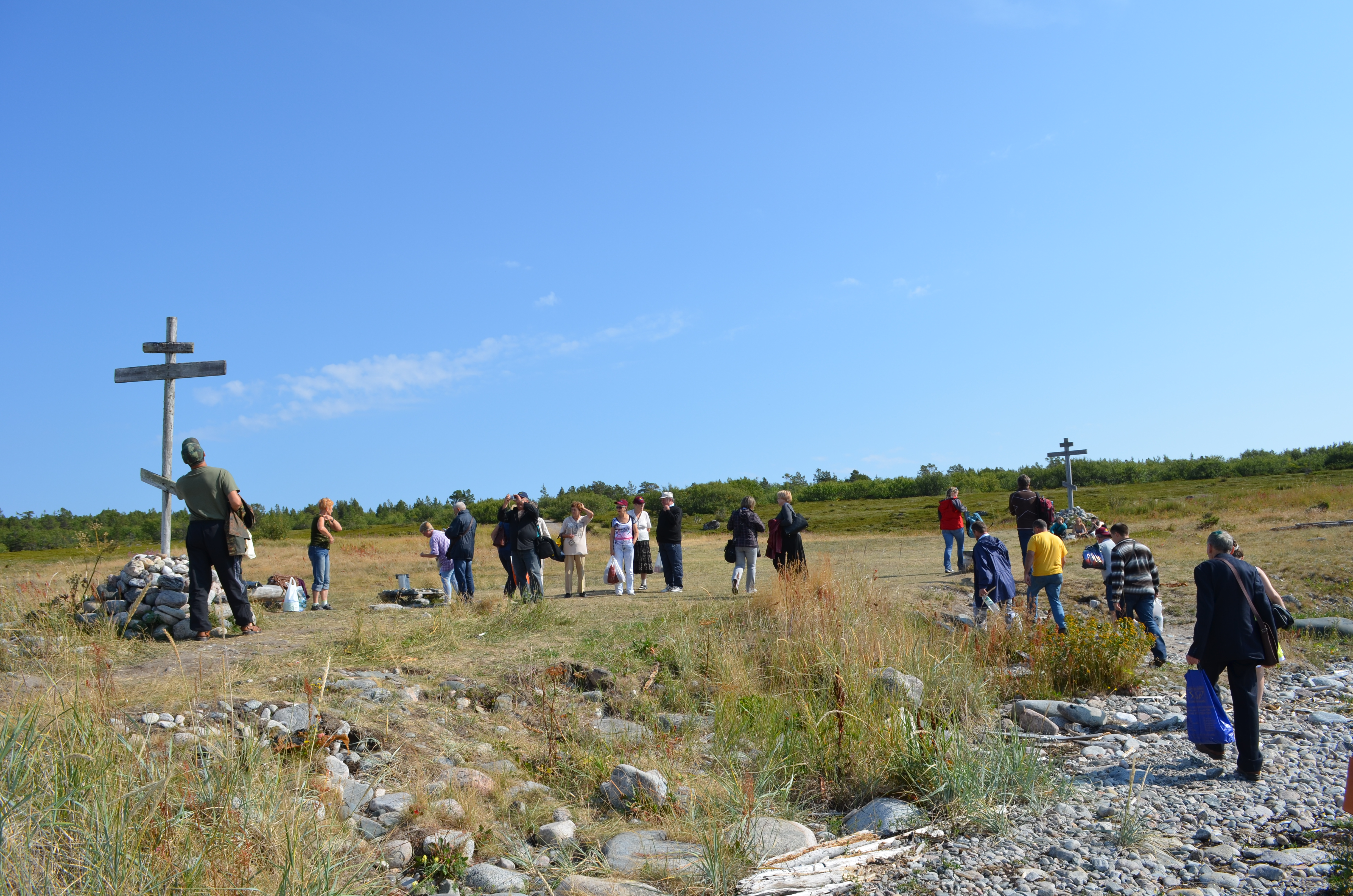
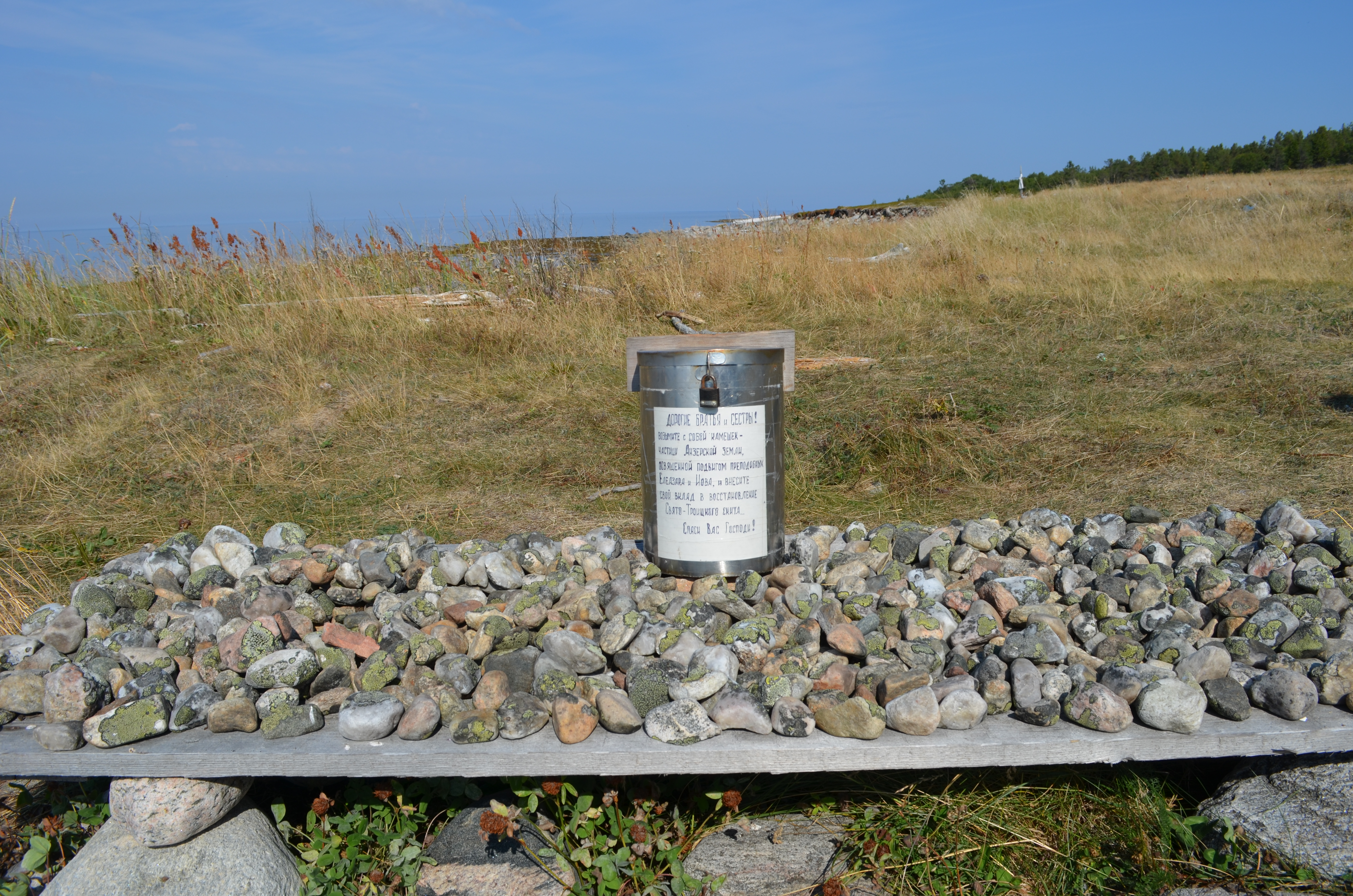
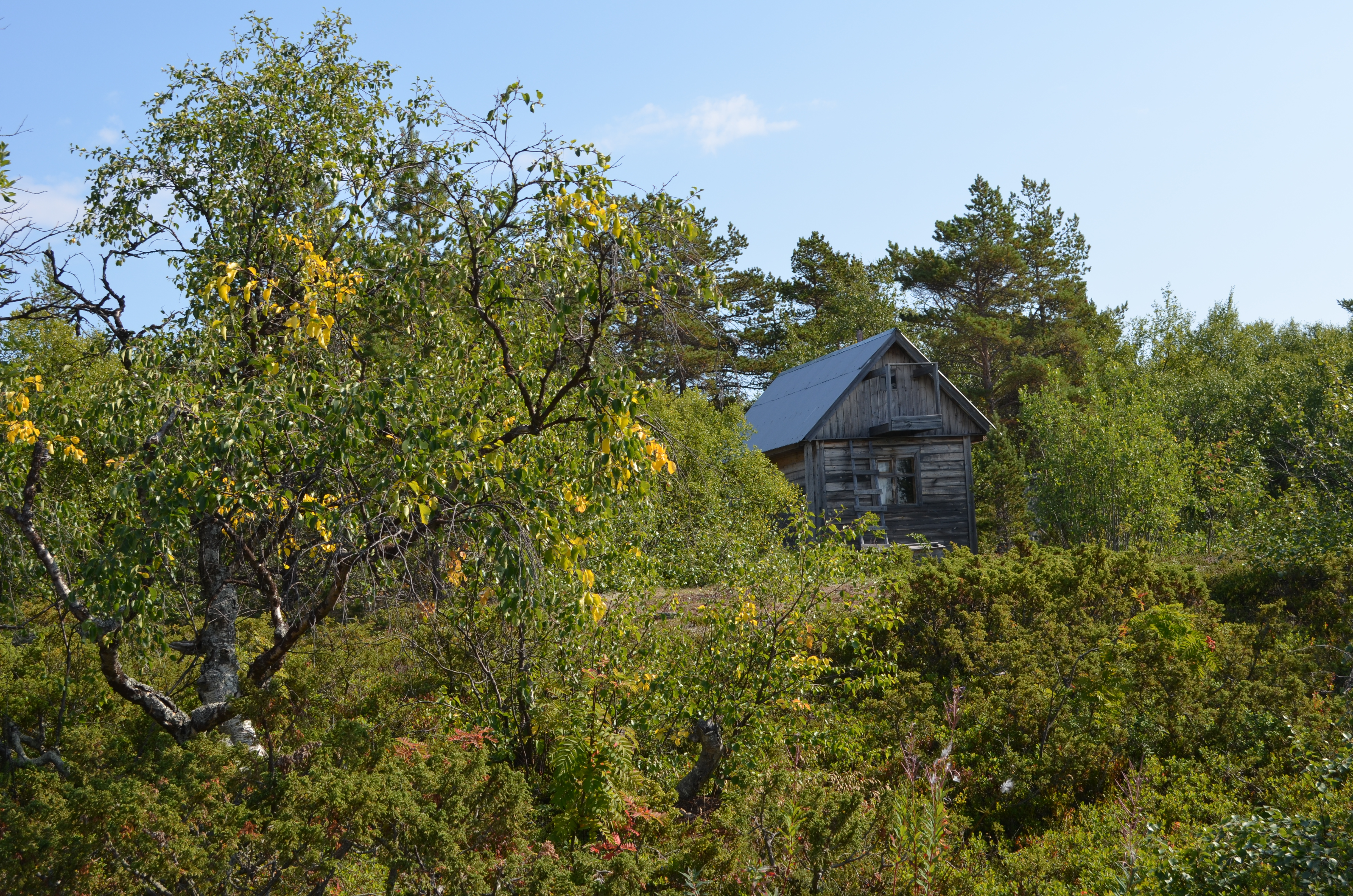
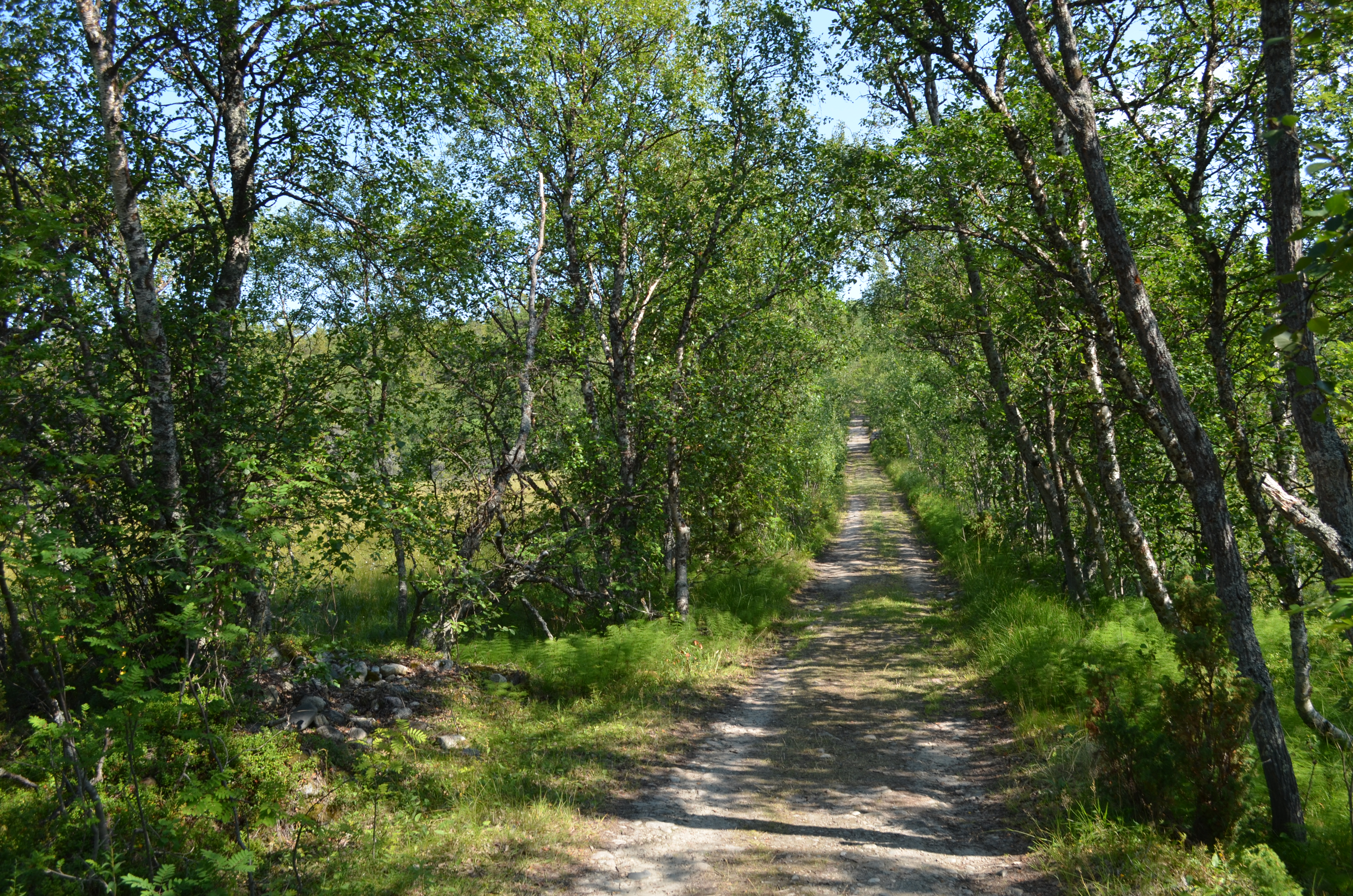
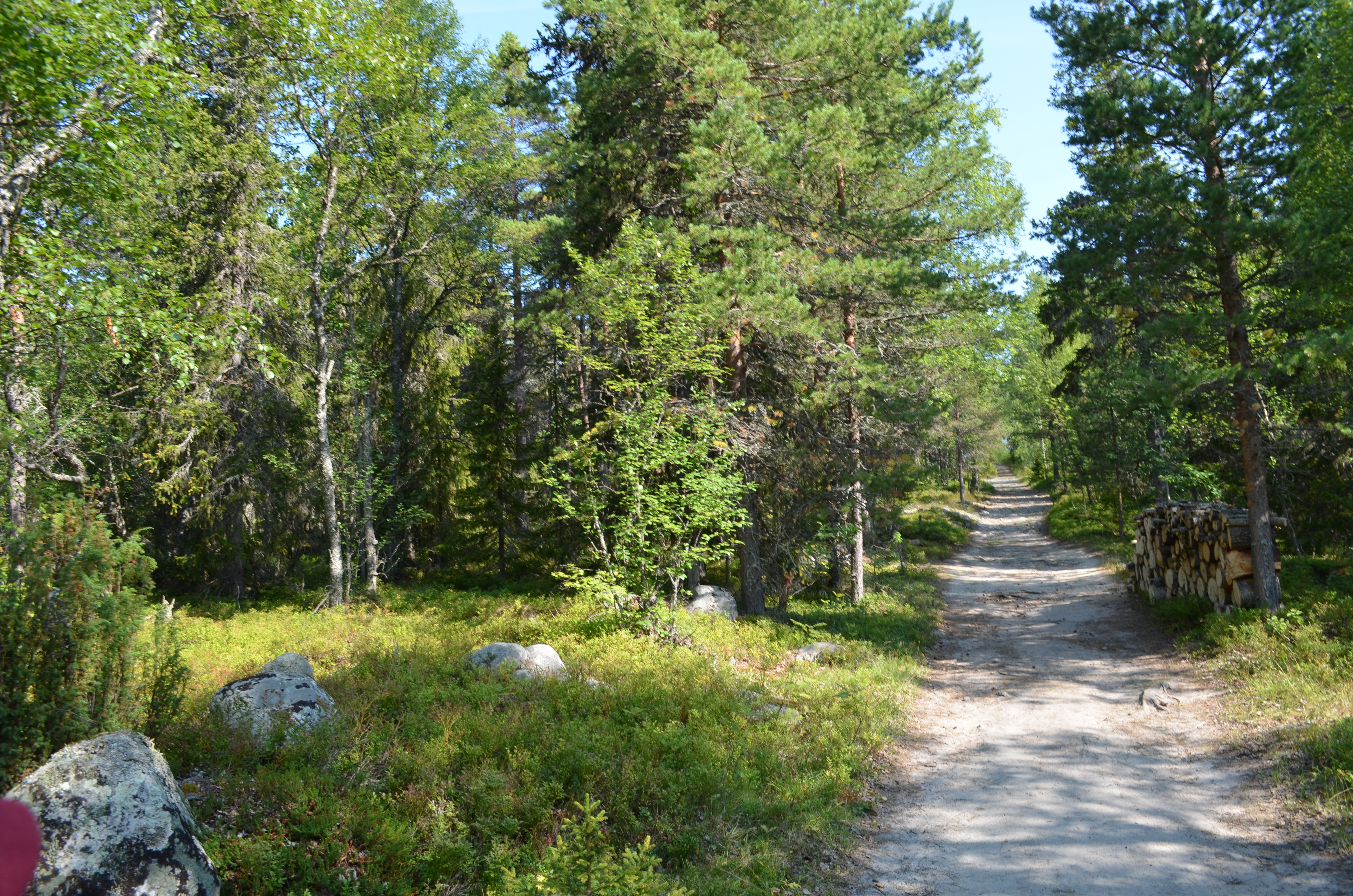
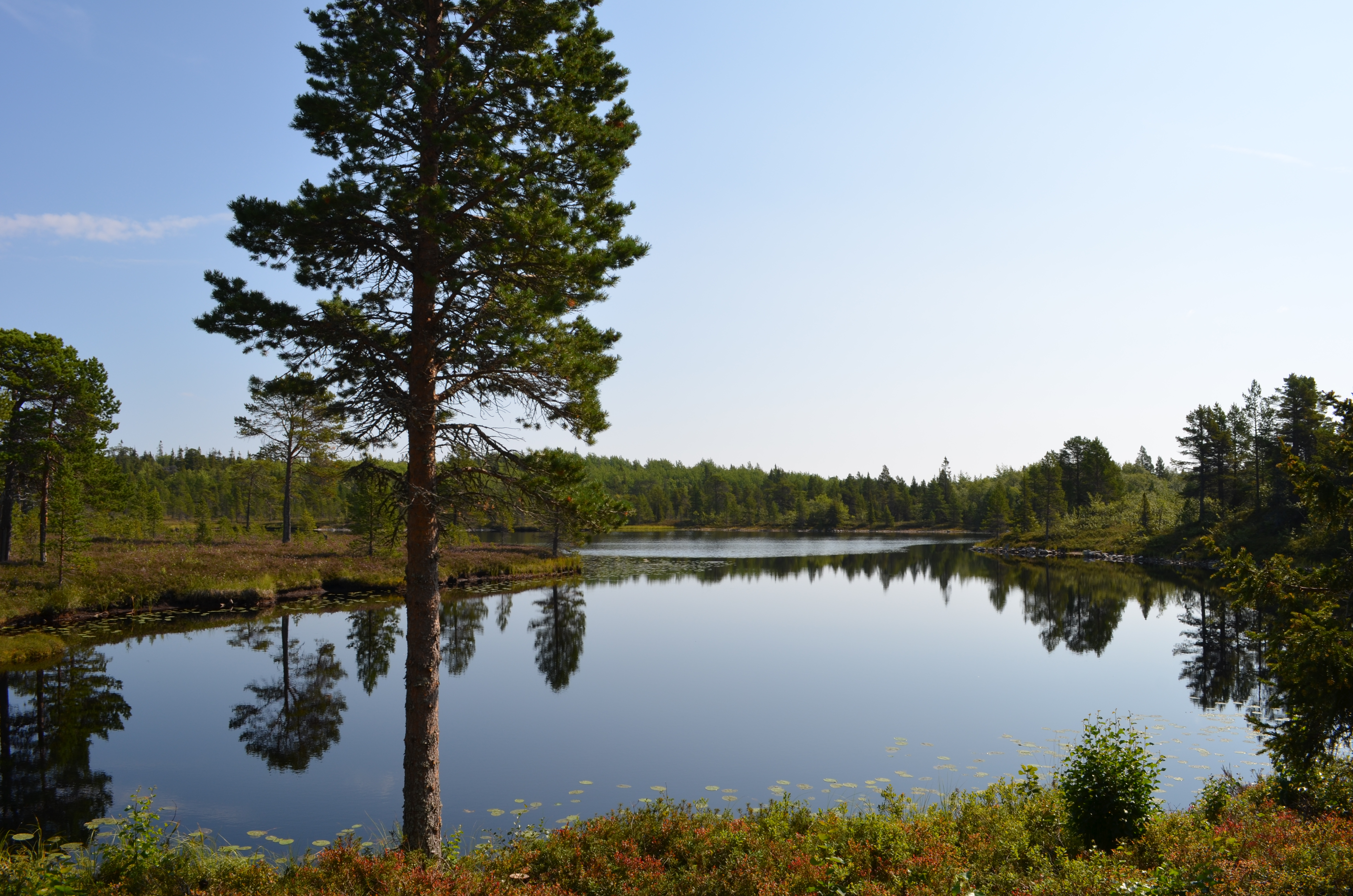
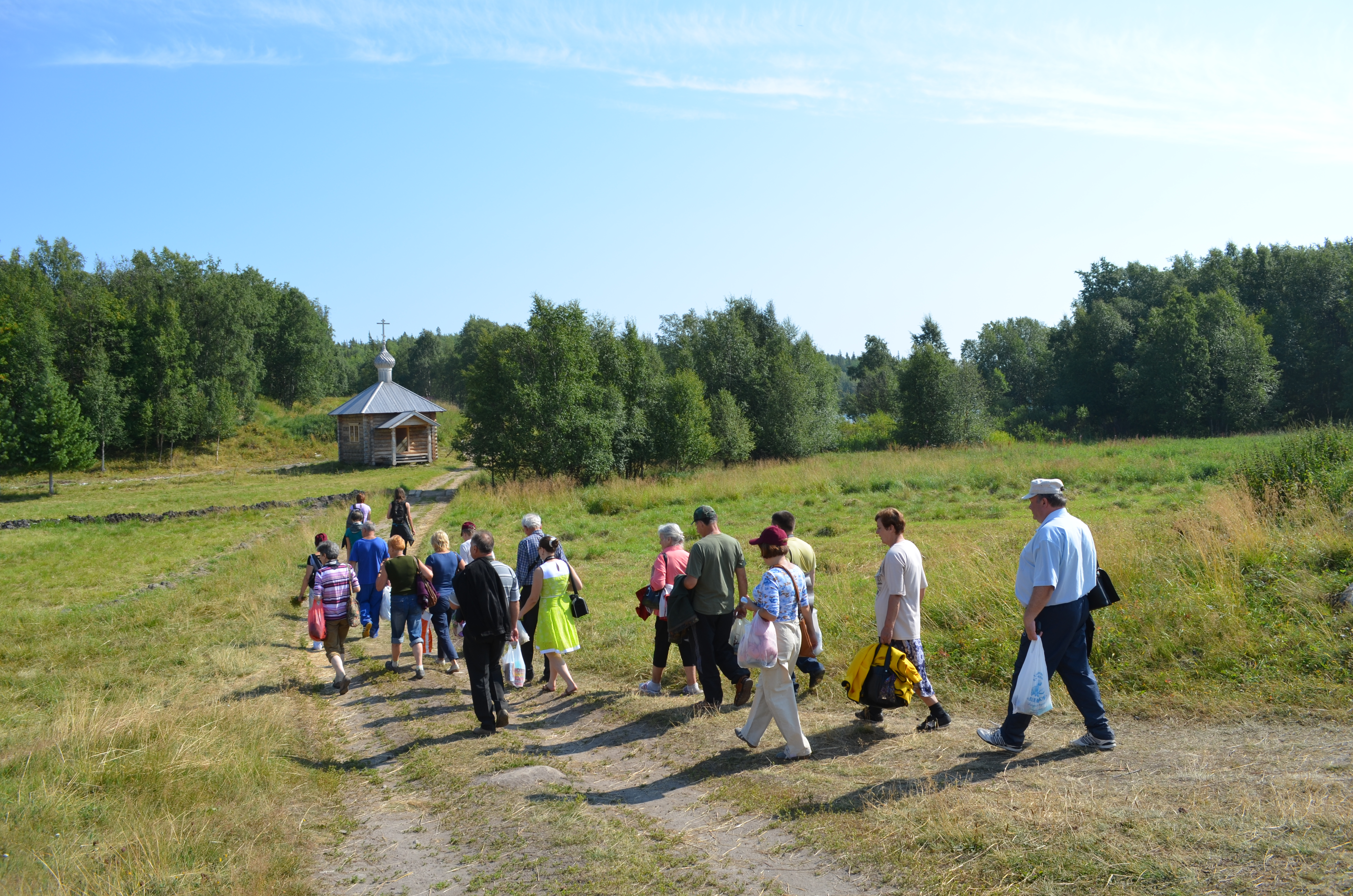
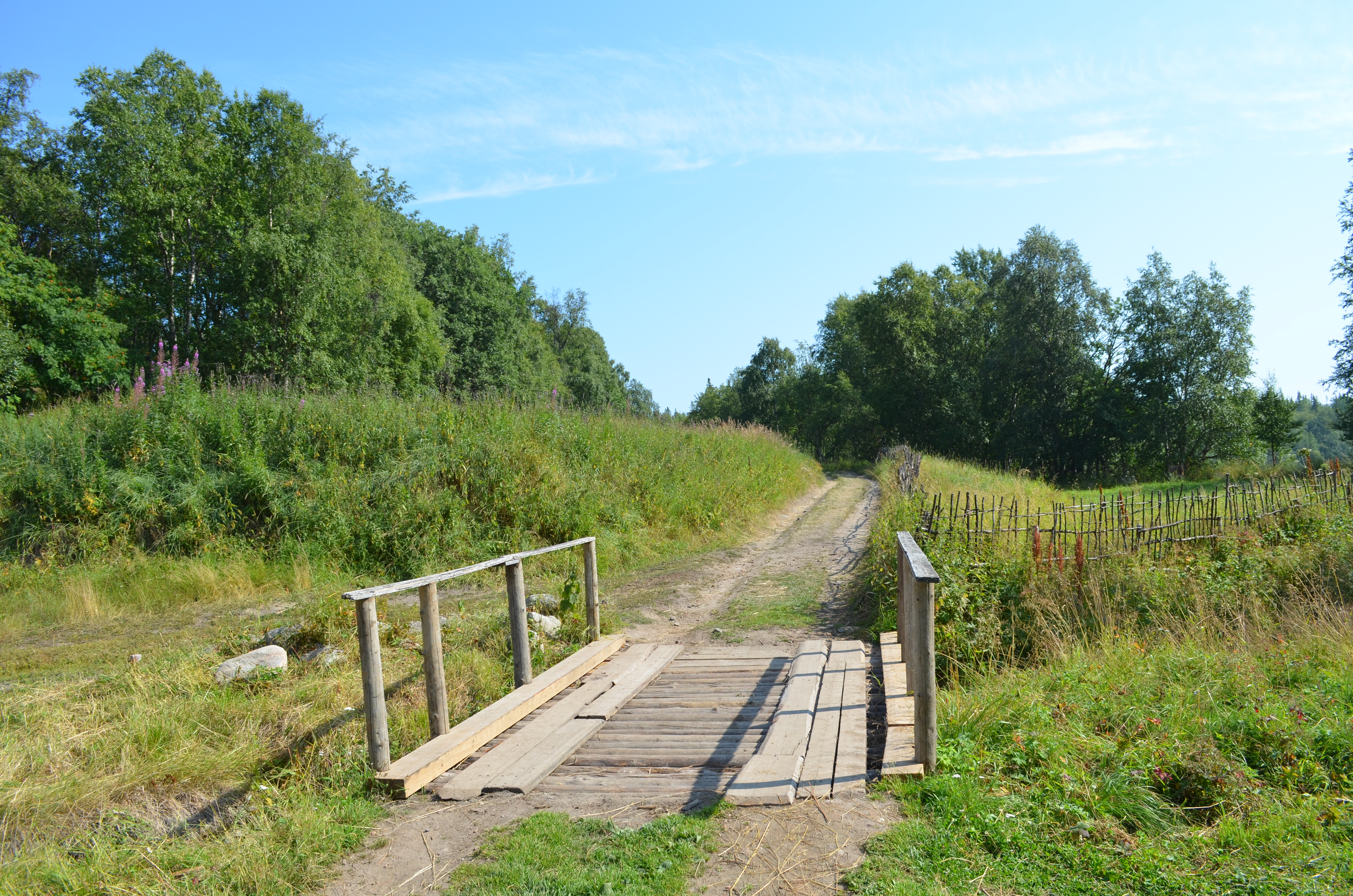
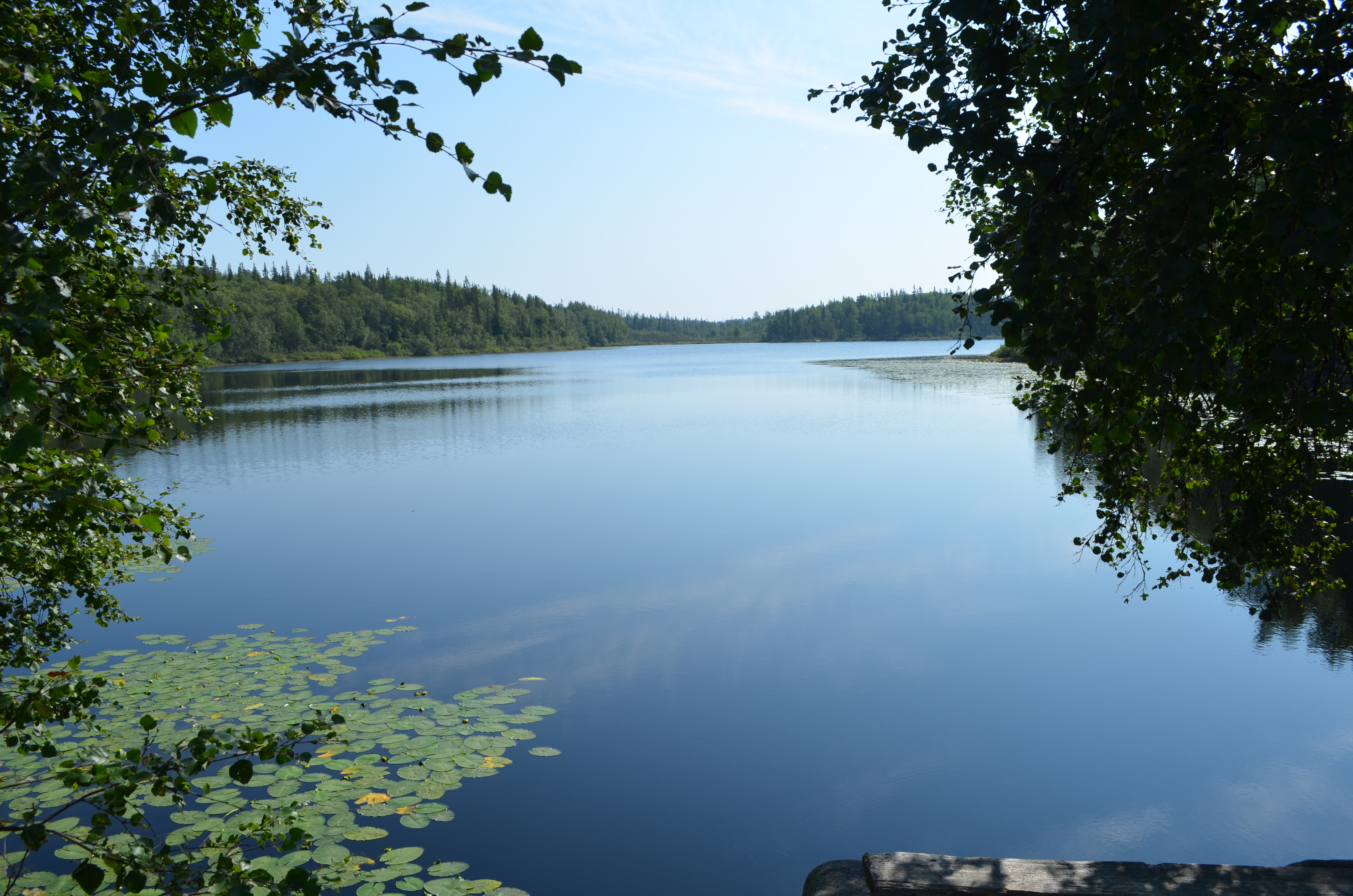
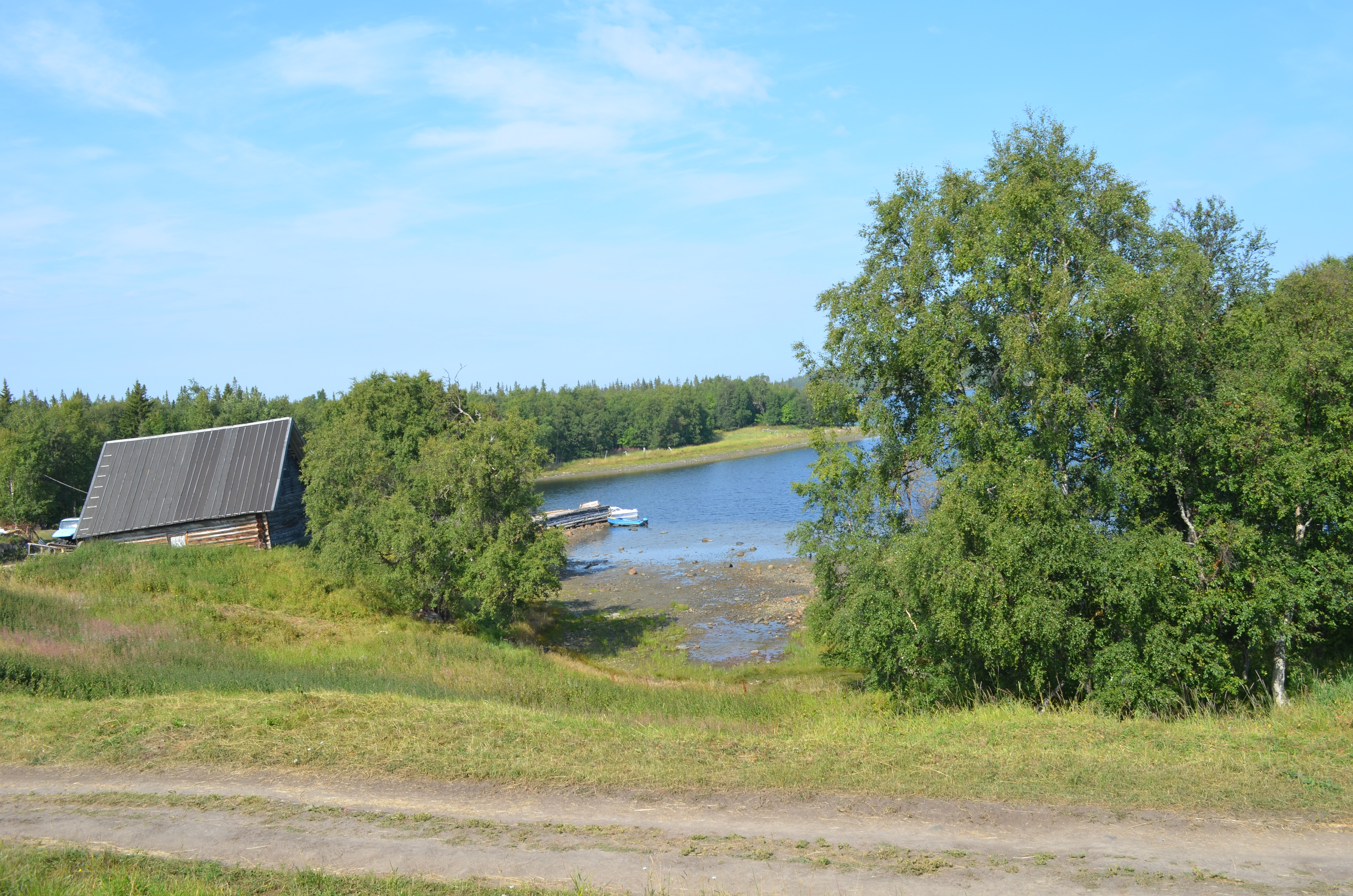
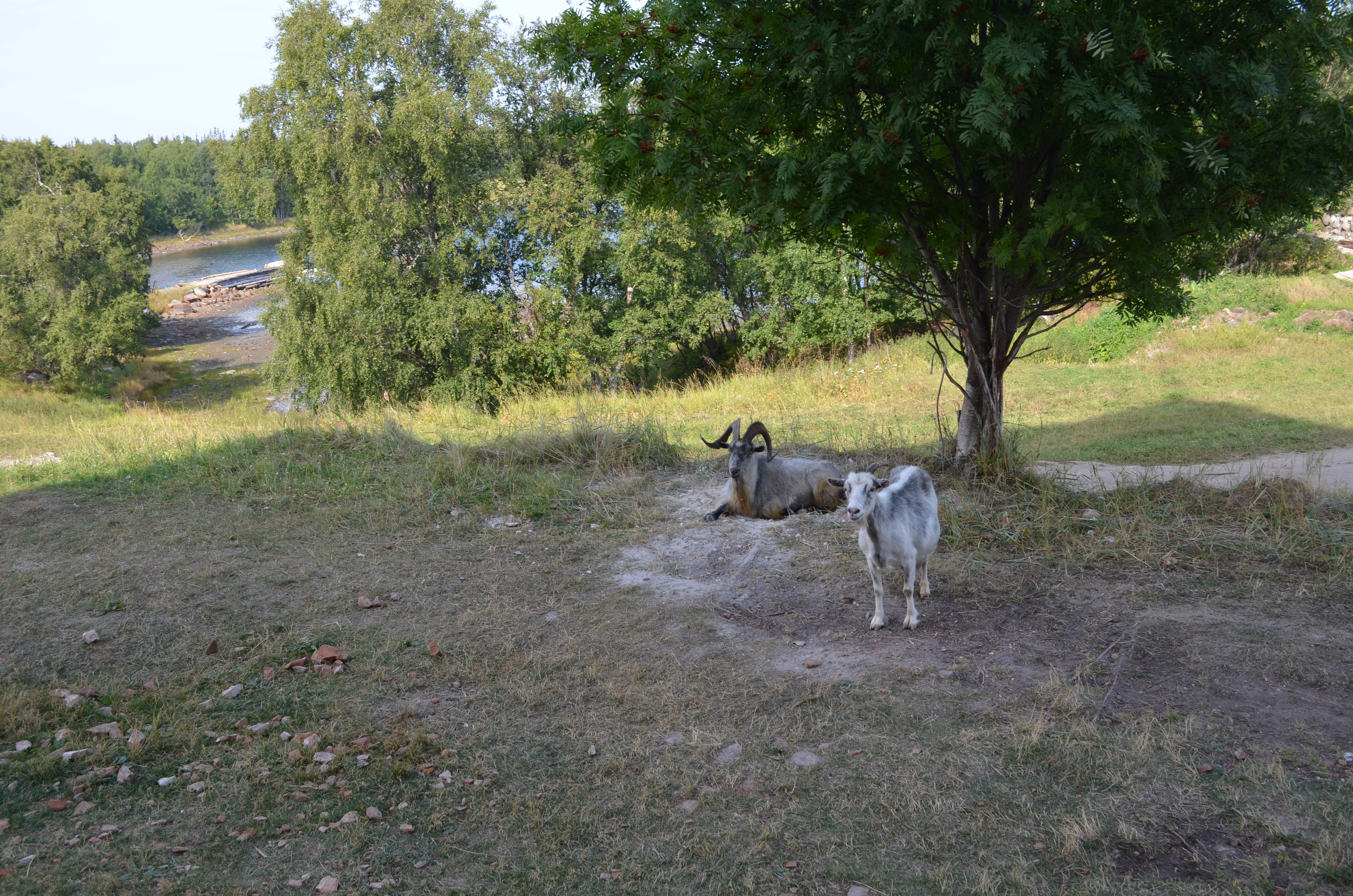
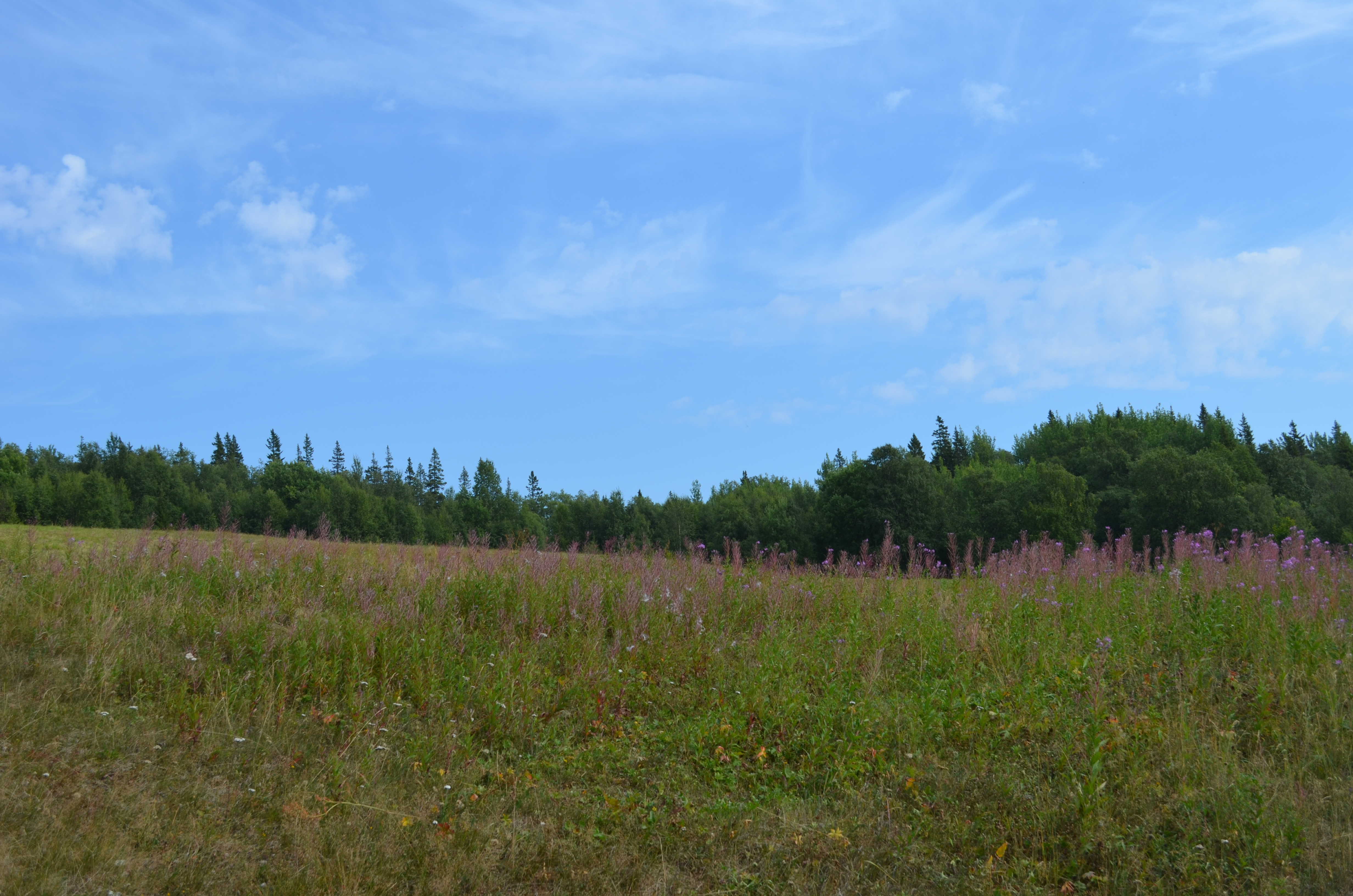
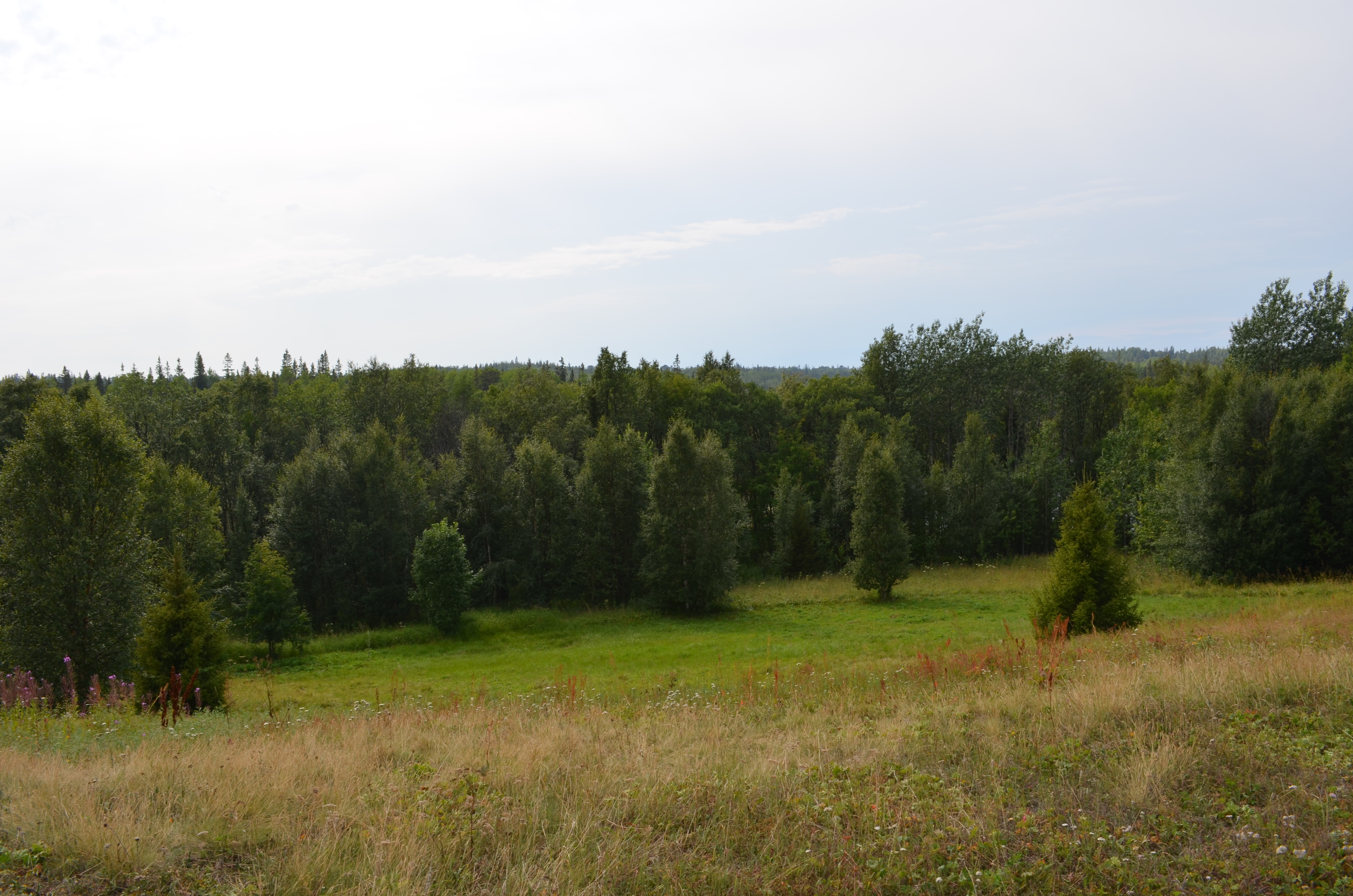
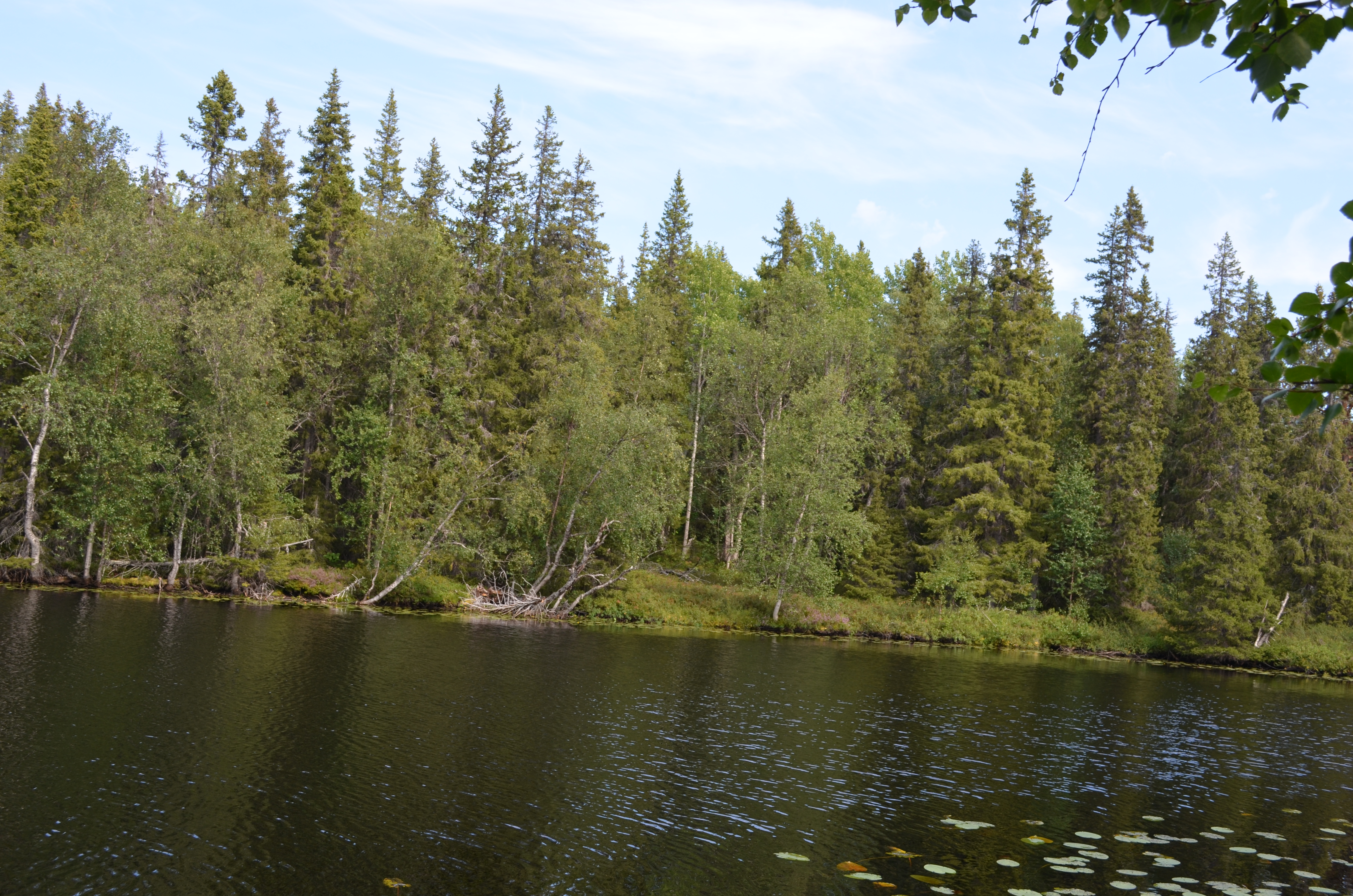
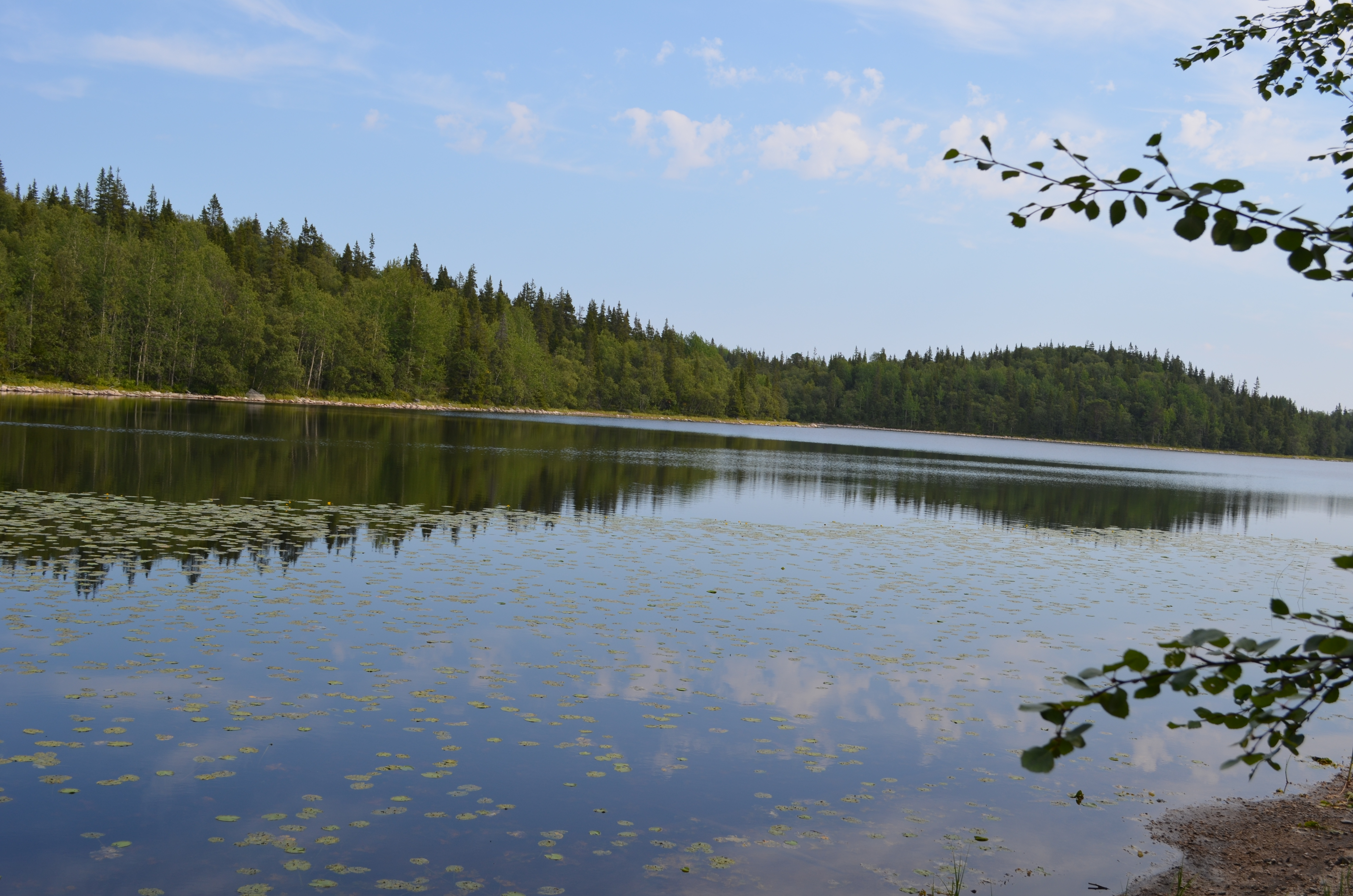
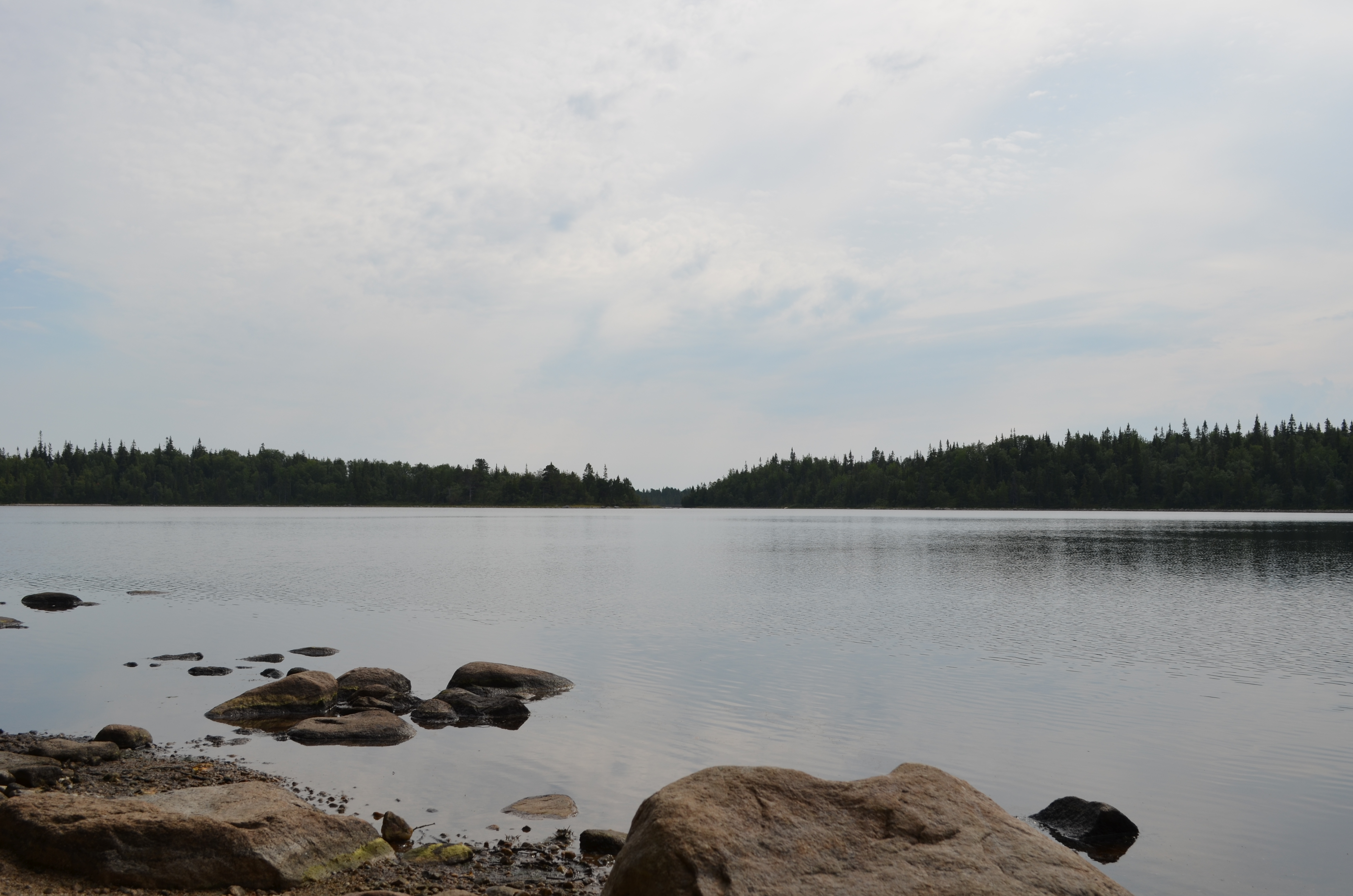
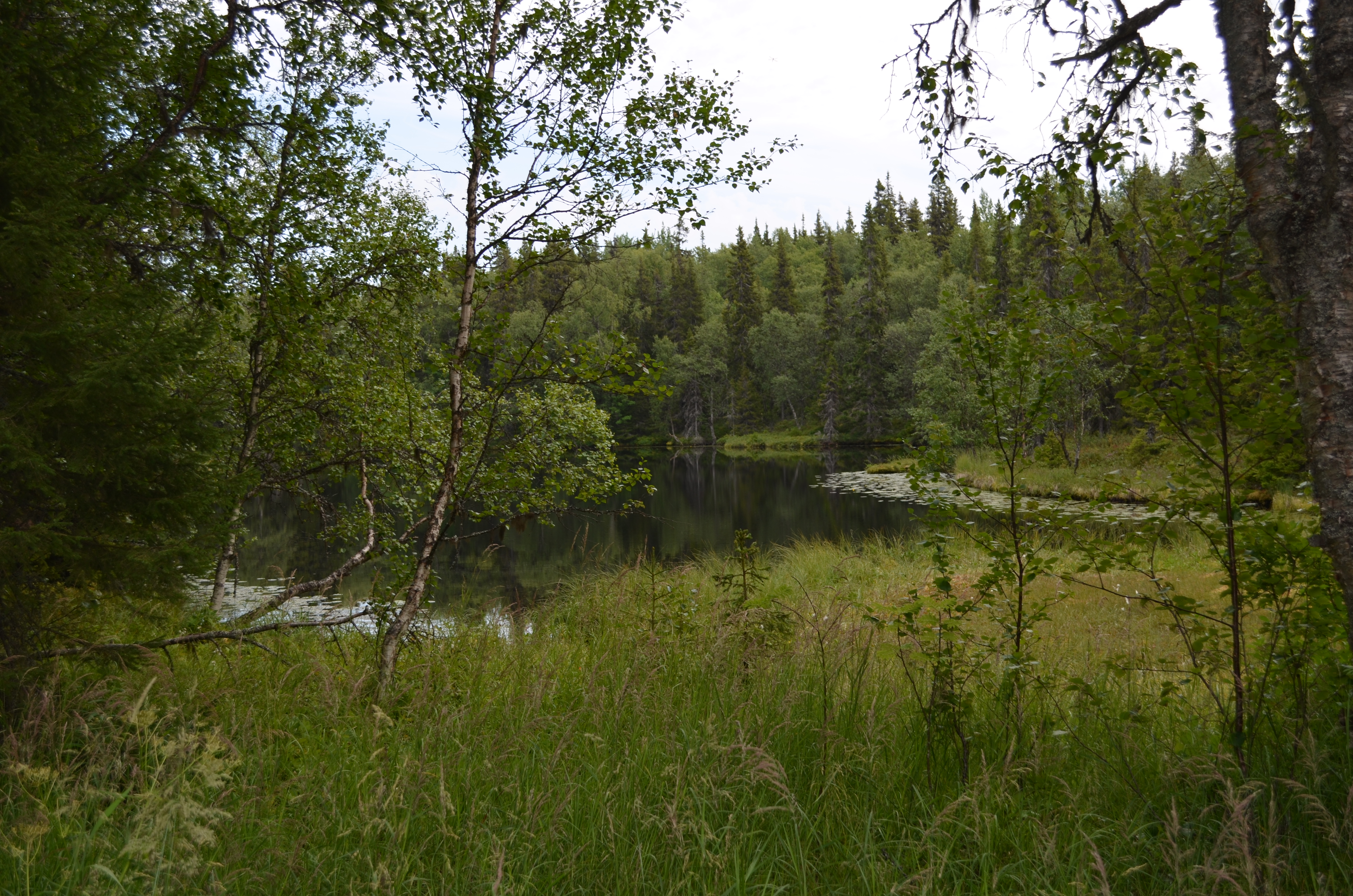
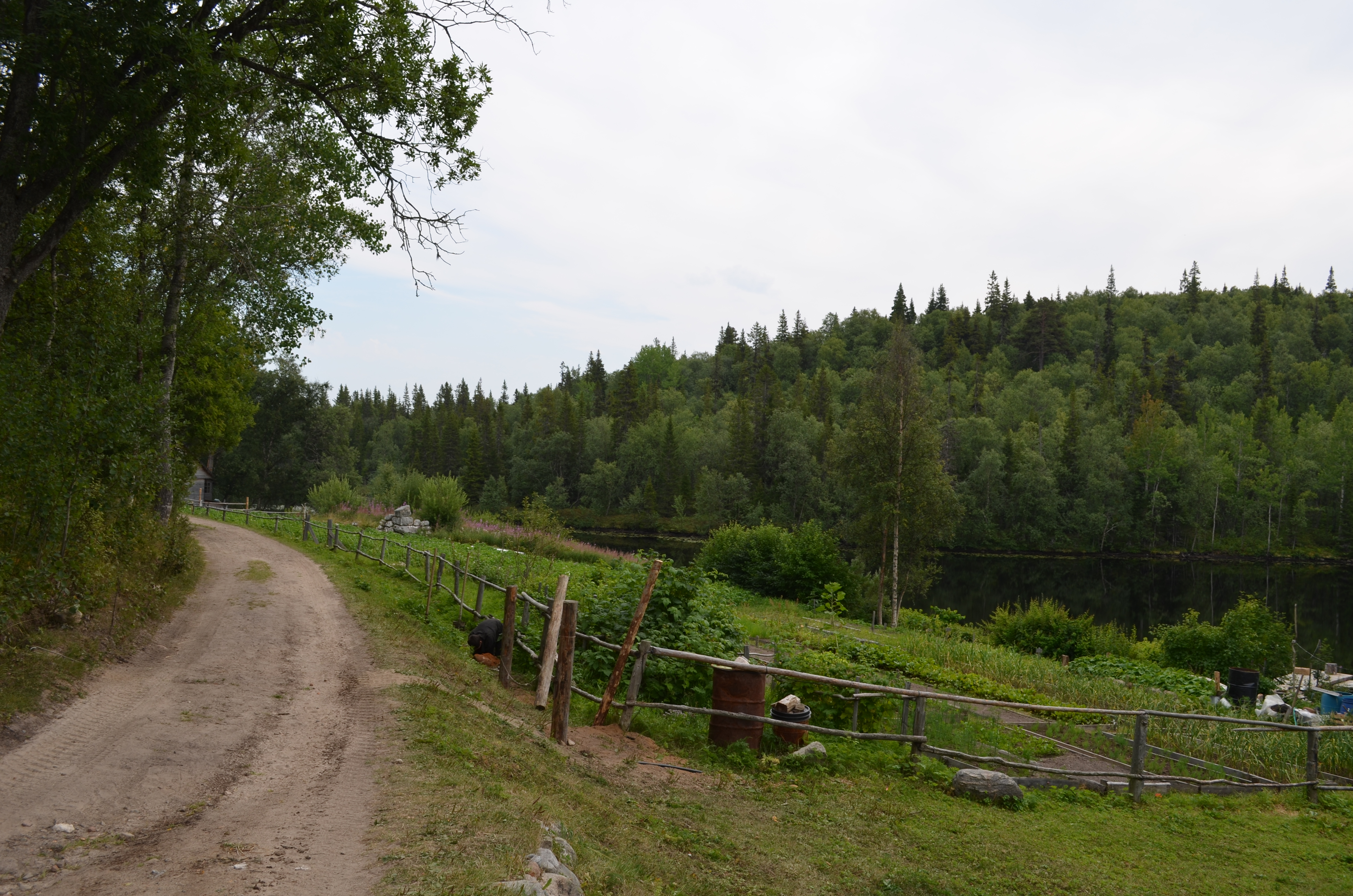
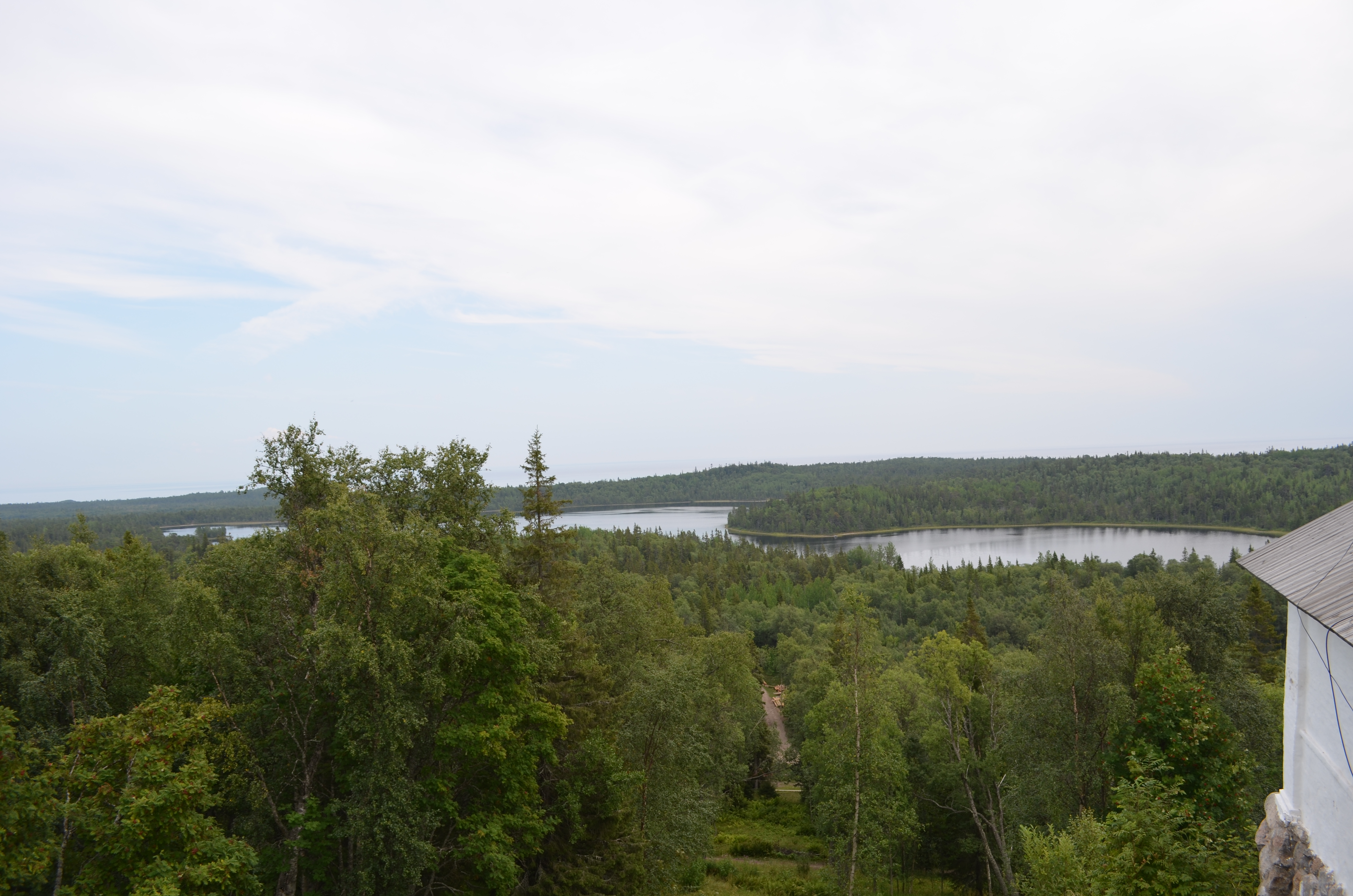
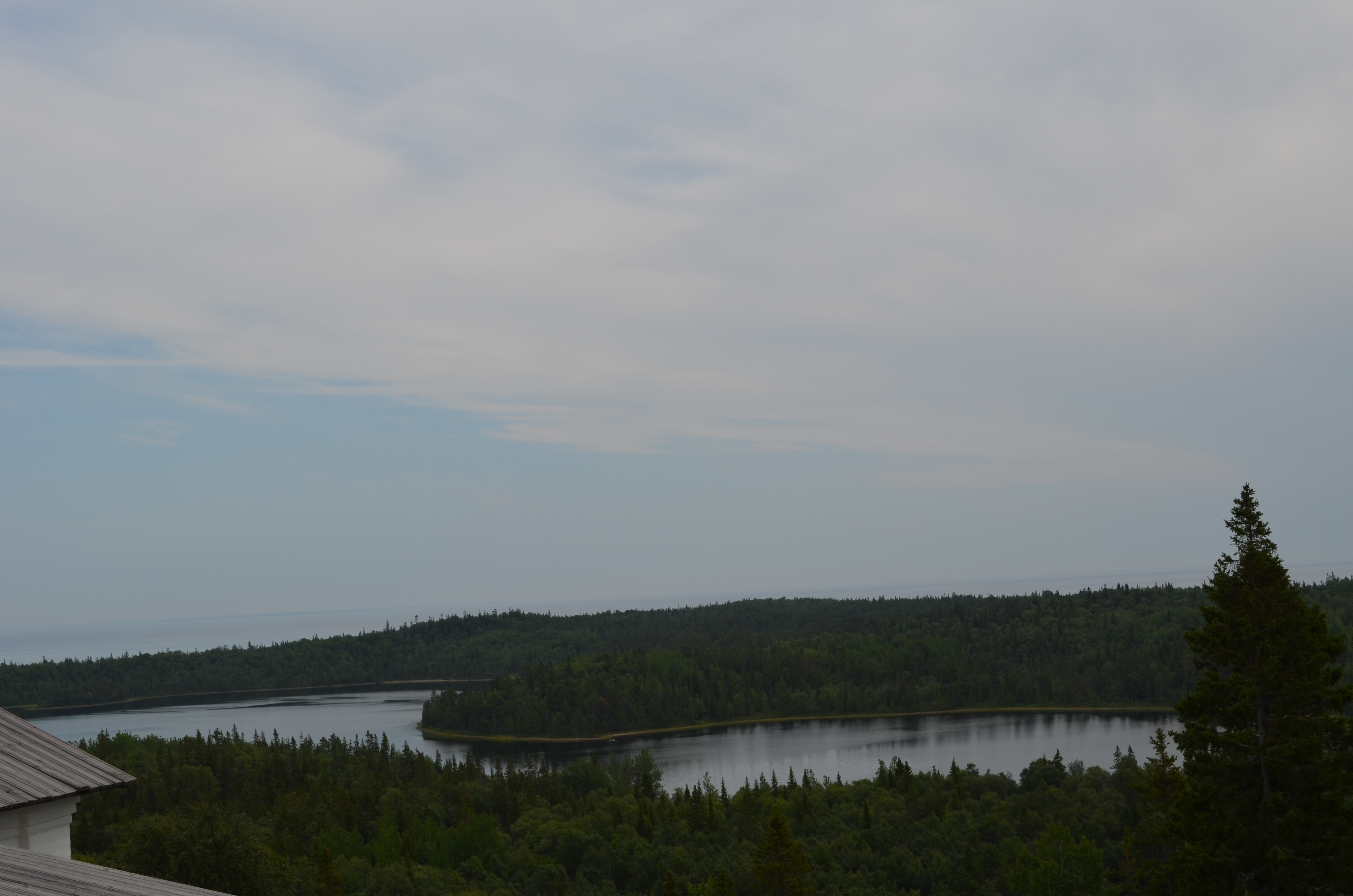
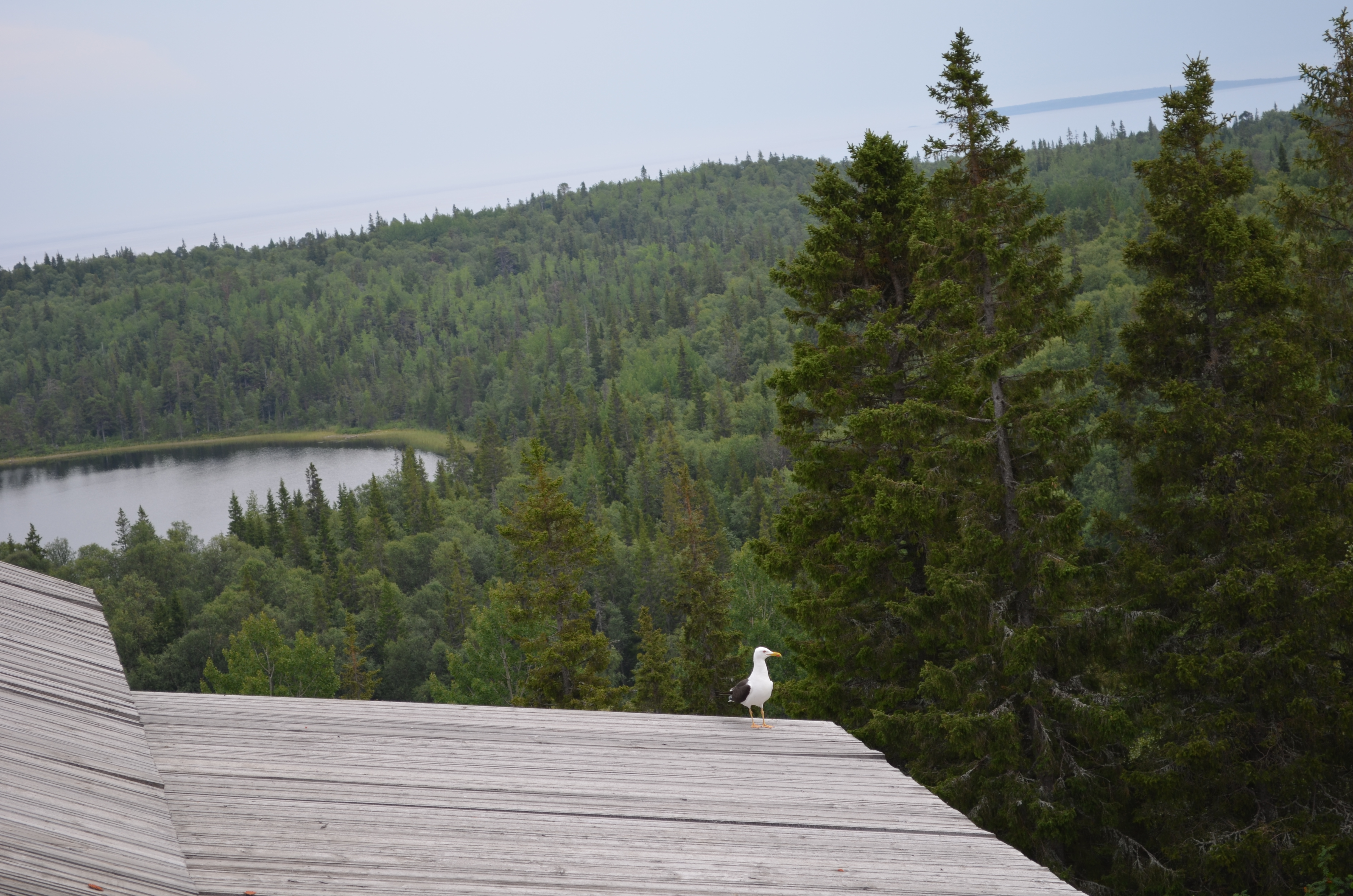
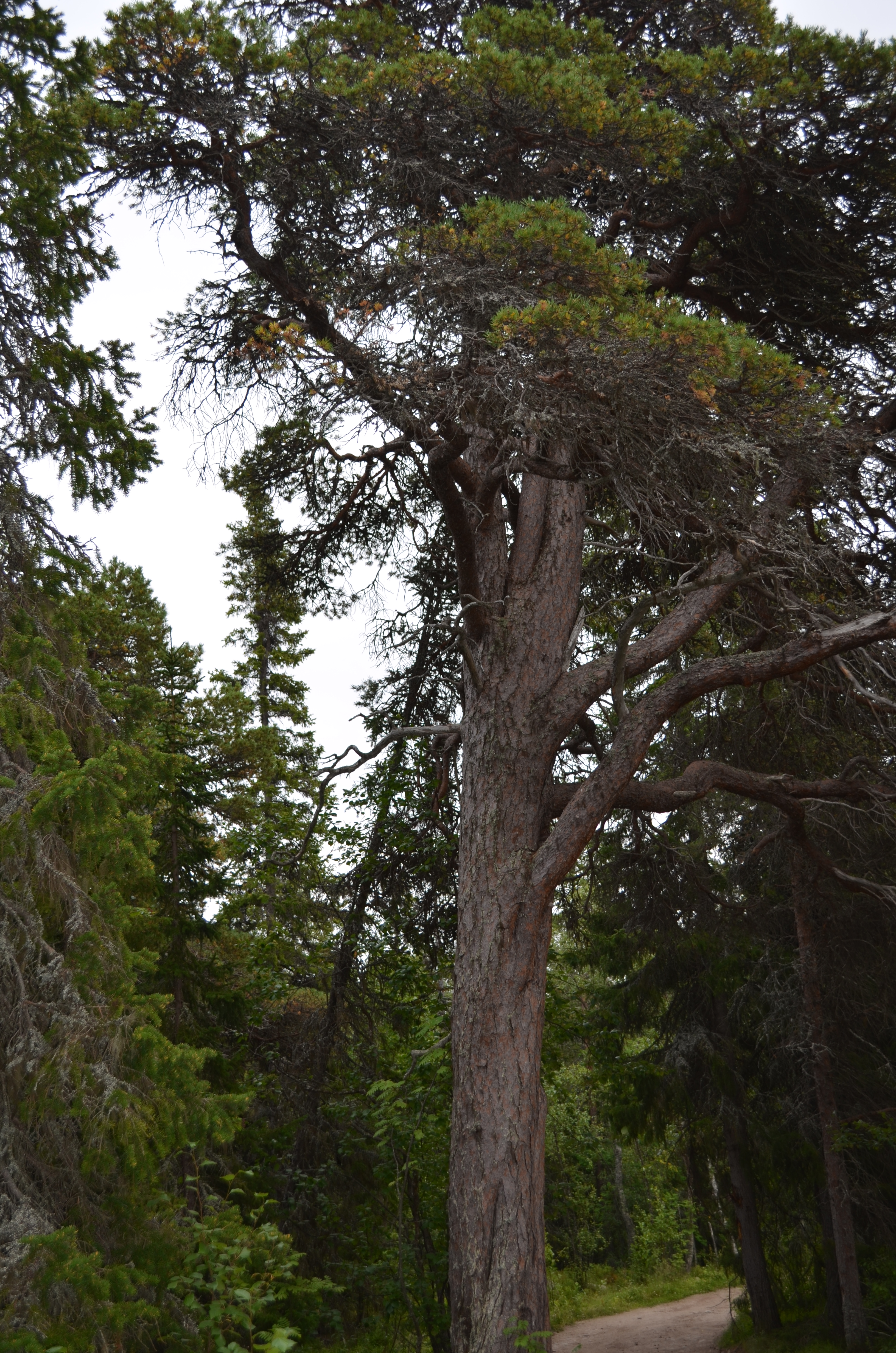
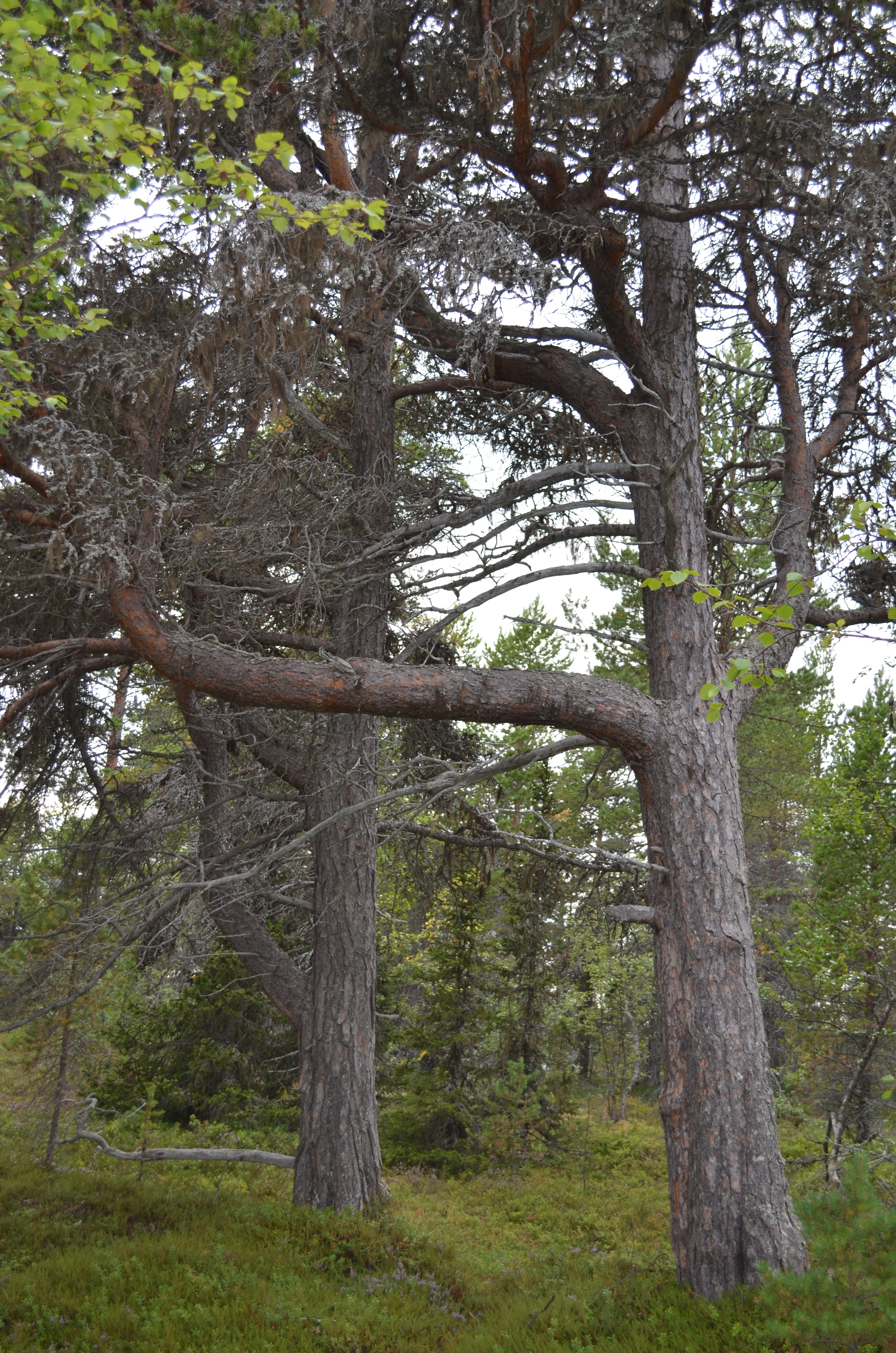
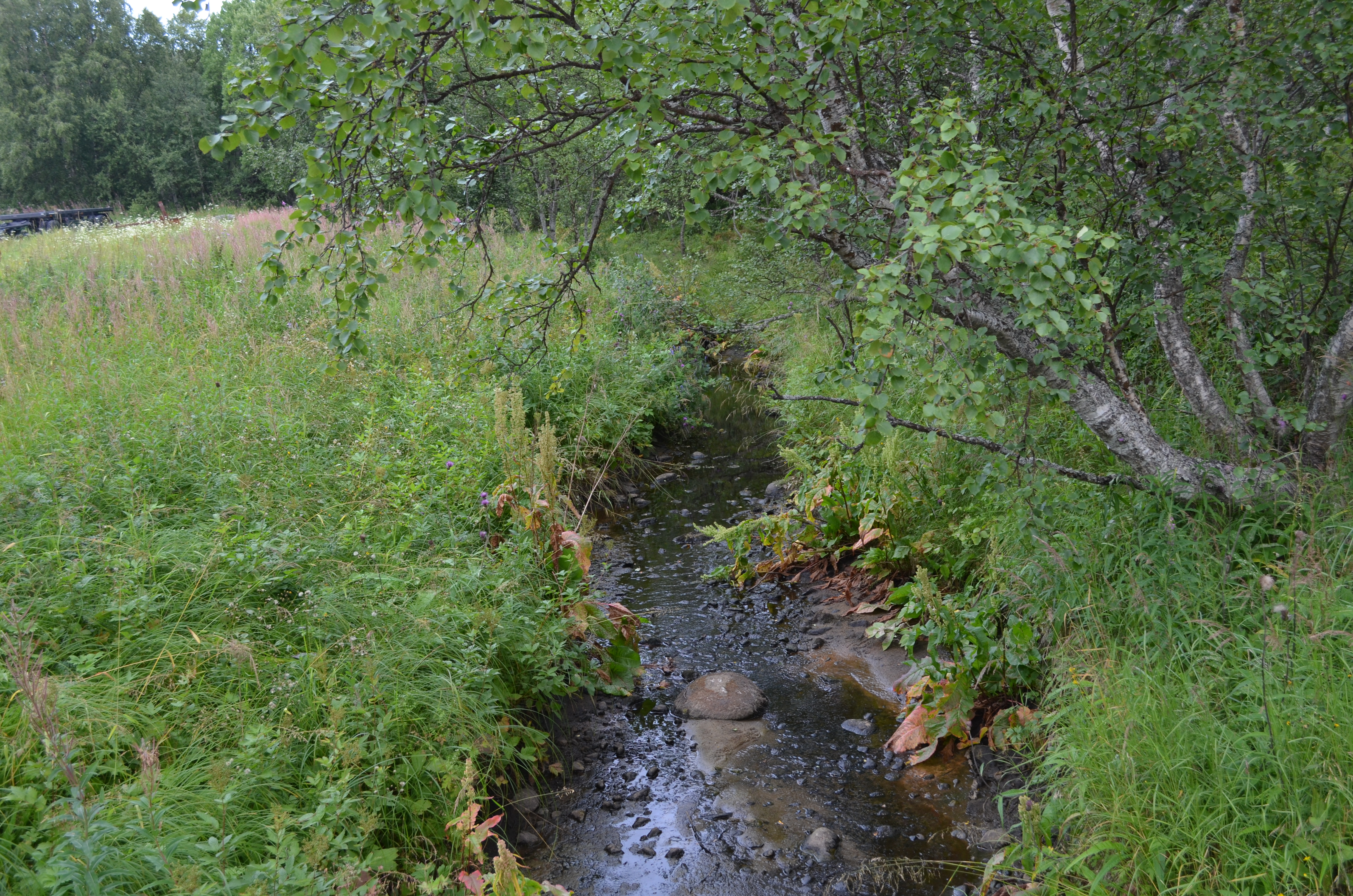
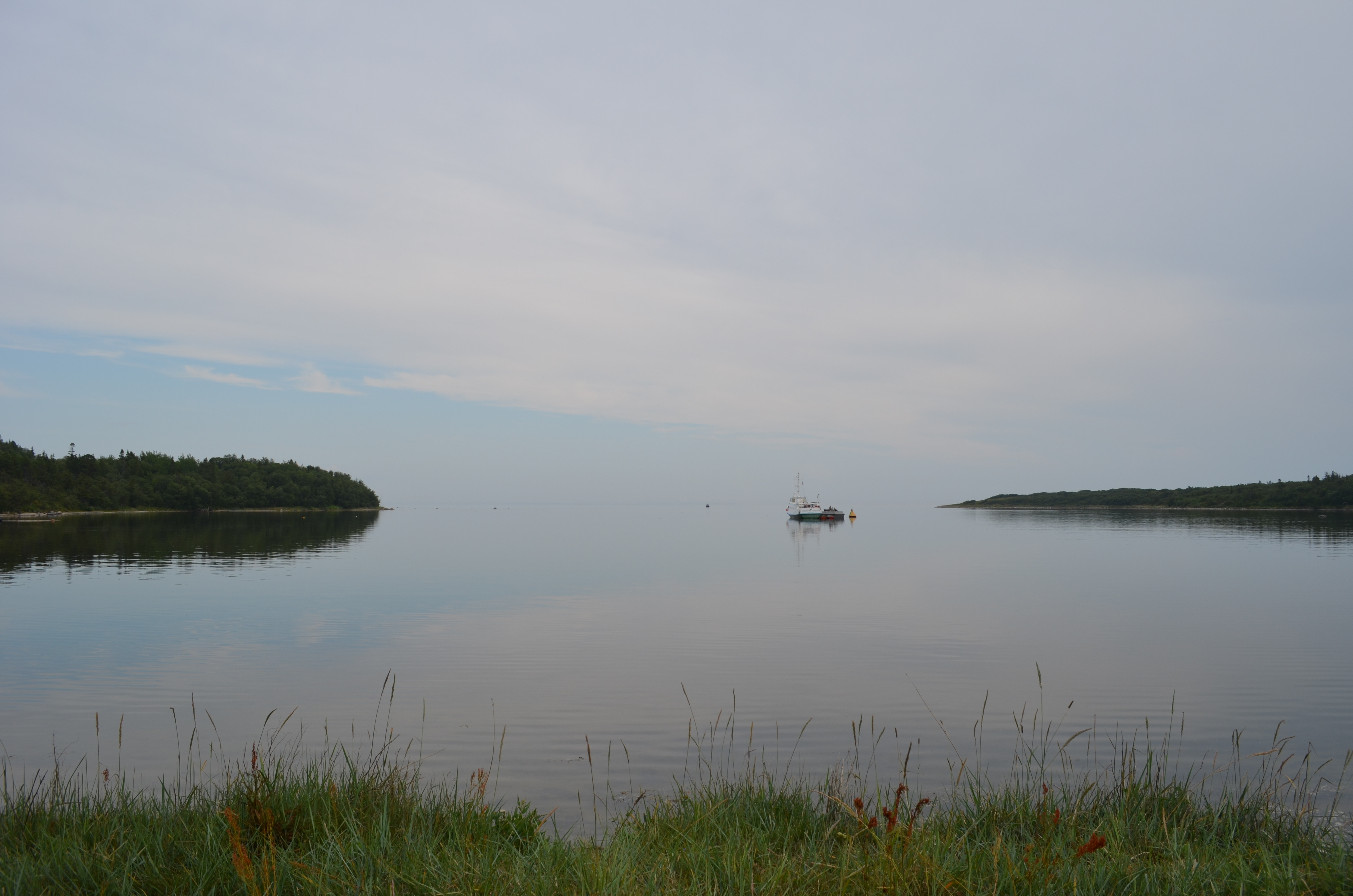
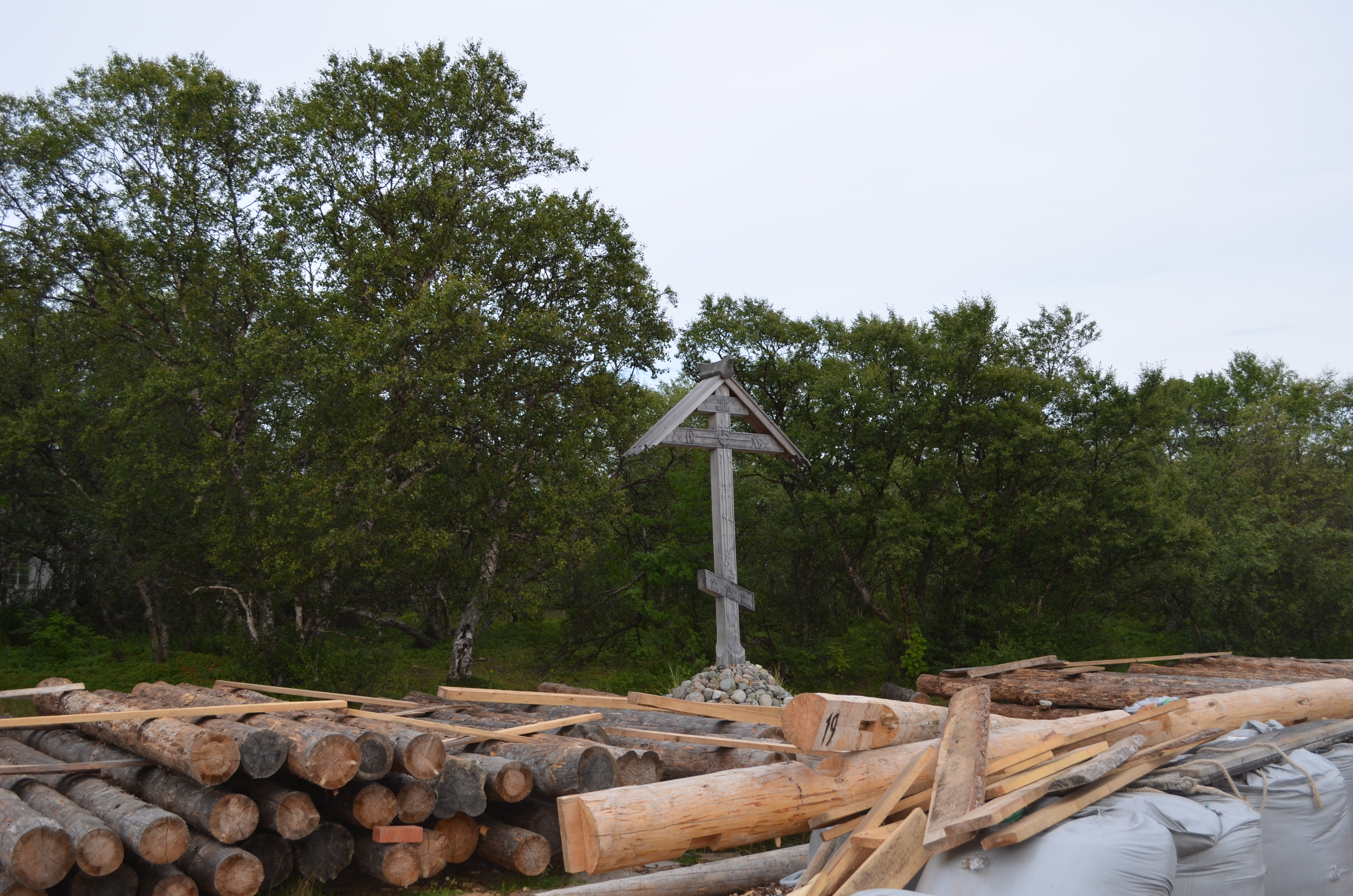
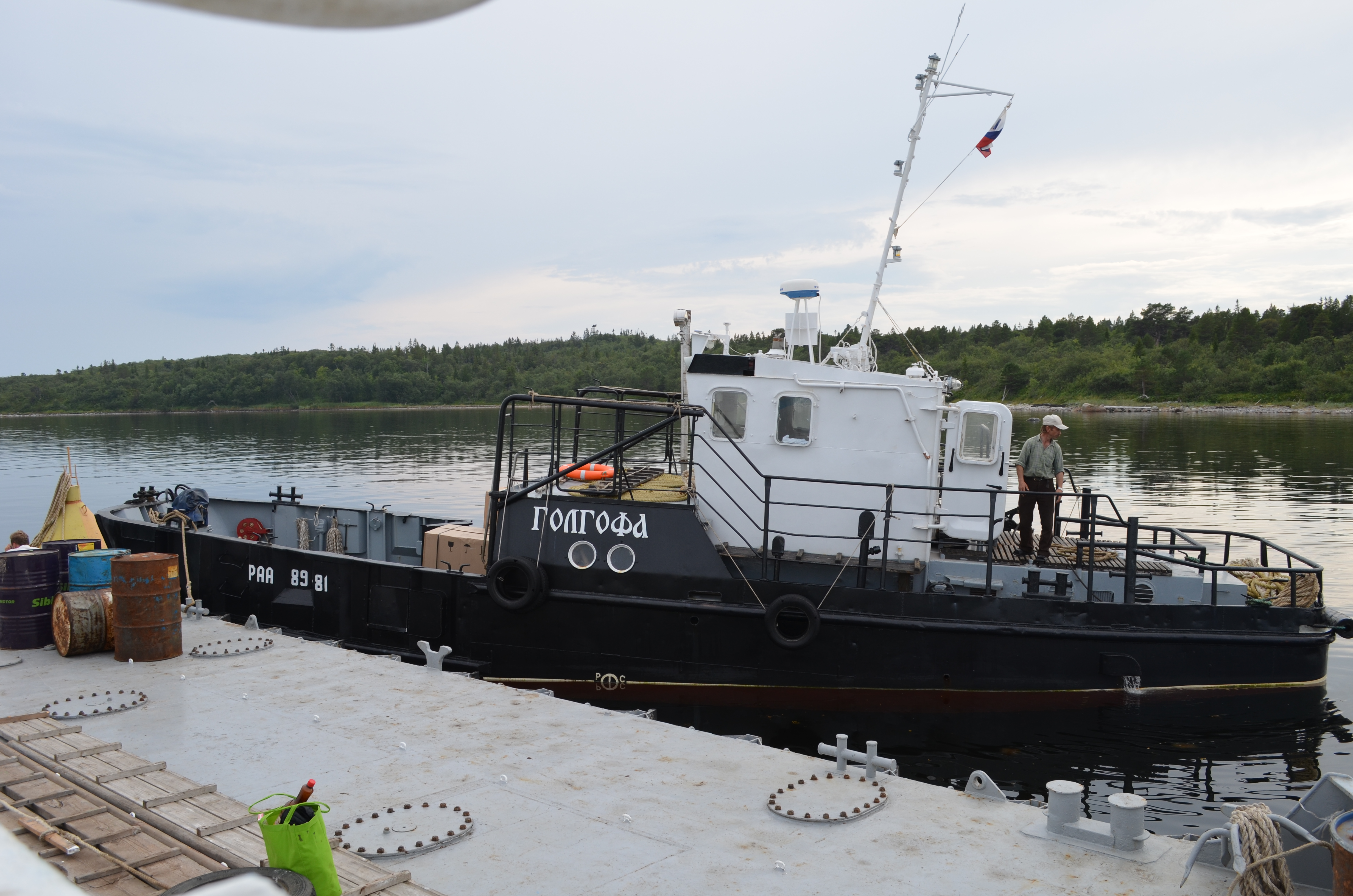